# Paramaribo
Paramaribo is de hoofdstad van Suriname en wordt informeel vaak Foto genoemd (Foto (uitspraak 'Fhottoh') = stad/centrum in het Sranantongo, verwijzend naar Fort Zeelandia). De stad is gelegen aan de westoever van de rivier de Suriname, op ongeveer 10 kilometer van de Atlantische Oceaan. De stad Paramaribo heeft samen met de directe omgeving de bestuurlijke status van een district, het district Paramaribo. In 2012 woonden er ruim 240.000 mensen in de stad, dit loopt op tot circa 380.000 inwoners wanneer het verstedelijkte gebied om Paramaribo heen, het district Wanica en delen van Commewijne, worden meegenomen. Ruim de helft van de Surinaamse bevolking woont daardoor in of nabij de hoofdstad.
Ook in het verleden vormde Paramaribo het belangrijkste bevolkingscentrum van de toenmalige kolonie. Uit deze periode stammen nog veel monumentale houten gebouwen, die de binnenstad van Paramaribo sinds 2002 een vermelding op de Werelderfgoedlijst van UNESCO oplevert. Langs de Surinamerivier tot aan de Jodensavanne en de iets ten noorden van de stad uitmondende Commewijnerivier werden vele plantages gesticht, die bescherming genoten van Fort Zeelandia, later aangevuld door het Fort Nieuw-Amsterdam op de andere oever van de Surinamerivier in het district Commewijne. In de 18e eeuw reikten de in cultuur gebrachte gronden reeds dieper het binnenland in. Een groot deel van de voormalige plantages is inmiddels verdwenen en grote delen van de stad zijn gebouwd op de voormalige plantagegronden. De geheel gerenoveerde plantage Frederiksdorp toont echter nog steeds hoe het gebied buiten Paramaribo er vroeger uitzag.

## Geschiedenis

### Stichting en wisselende overheersing
Paramaribo ontstond op een rits waar tegenwoordig de Henck Arronstraat over loopt. Het was een gunstig gelegen plaats die droog bleef door zijn verhoogde ligging en de kreek die ernaast liep, en bovendien bestand was tegen erosie vanwege de hardere grond waaruit hij bestond. De plek werd daarom ook al bewoond door de inheemsen, die er een dorp hadden met de naam Parmirbo, Parmurbo of Parmarbo, waarvan de naam "Paramaribo" is afgeleid. De betekenis in de Tupi–Guarani taal die zij spraken, is para "grote rivier" en maribo "inwoners".
In 1613 werd er een Amsterdamse factorij gesticht. Dertig jaar later, in 1644 vestigde de Fransman Pierre de Noailly zich er met een zestigtal landgenoten. Zij bouwden een klein houten fort, maar vertrokken al snel weer als gevolg van de malaria en aanvallen van inheemsen.
Na de succesvolle kolonisatie door de Engelsen onder leiding van Francis Willoughby in 1650 vergrootte William Byam het fort, dat hij naar zijn opdrachtgever Fort Willoughby noemde, en het bijhorende dorp. De hoofdstad was toen echter Thorarica, een landinwaarts gelegen plaatsje ten zuiden van Paramaribo. De eerste plantages werden in deze periode gesticht langs de Surinamerivier. Het hoogtepunt van de landbouw op de plantages lag echter halverwege de 18e eeuw, toen de kolonie niet meer Engels was. Inmiddels waren er gedurende de eerste helft van deze eeuw vele nieuwe plantages gesticht, met name langs de Commewijnerivier.

### Nederlandse overname

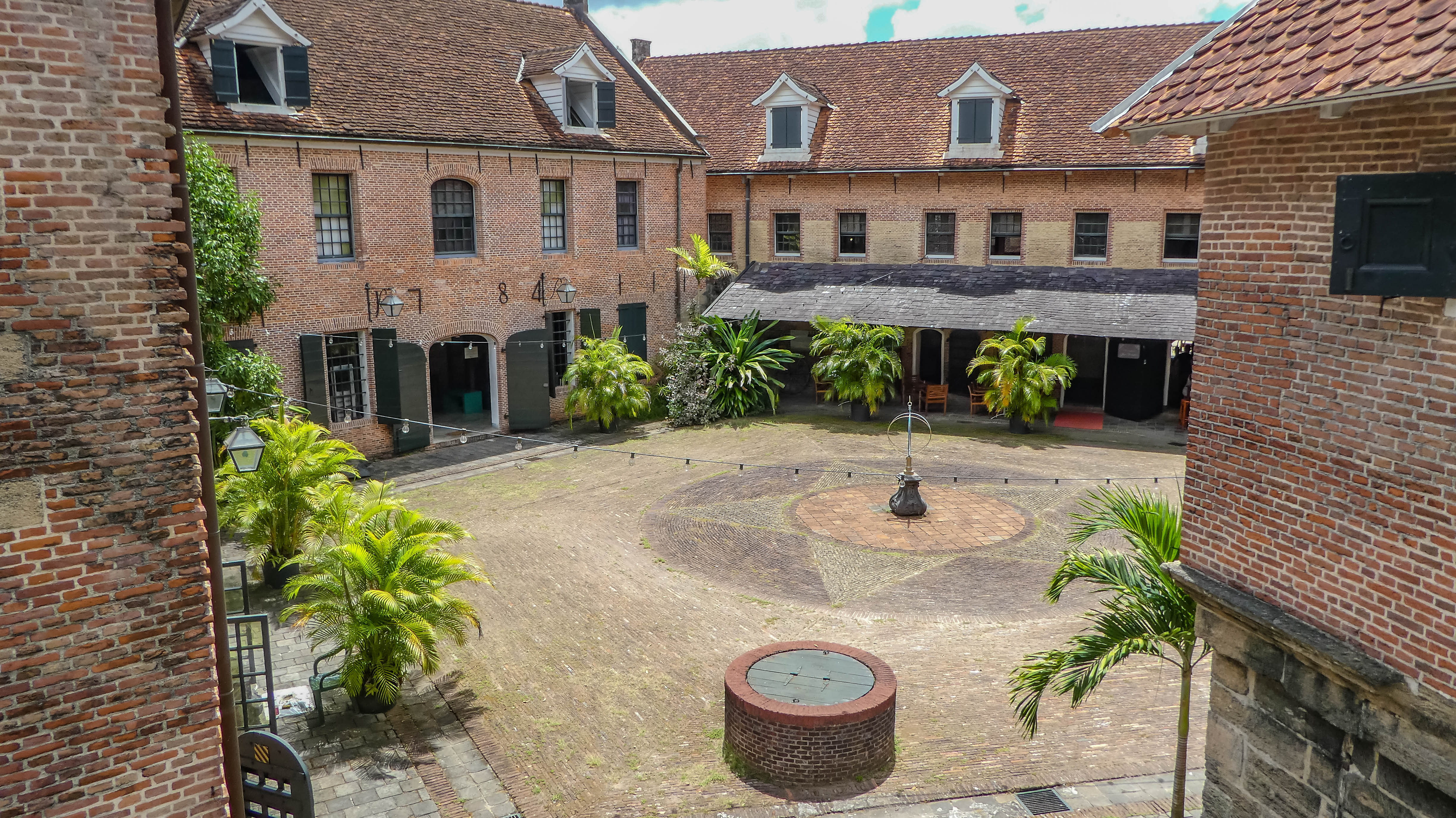
Fort Zeelandia, centrum van de Nederlandse kolonie.

In 1667 werd het gebied veroverd door een Zeeuwse expeditie met zeven schepen onder Abraham Crijnssen. De Zeeuwen doopten fort Willoughby om tot Fort Zeelandia en Paramaribo tot "Nieuw Middelburg", een naam die nooit aansloeg. Fort Zeelandia werd het centrum van de nieuwe kolonie.
In de jaren na de Zeeuwse verovering groeide Paramaribo weinig tot niet. Bij zijn aankomst in 1683 beschreef gouverneur Van Sommelsdijck het als een "vlek", bestaande uit "zeven- of achtentwintig Huizen, meest Herbergen en Smokkelaarskroegen". Hierna begon de vestiging echter snel te groeien. Herlein, die de stad in 1712 bezocht, schreef dat er toen ongeveer vijfhonderd huizen waren, hoewel dit wellicht een overschatting is. Ze bleef echter beperkt tot de hoger gelegen grond tussen de Sommeldijckse Kreek, de Knuffelsgracht en de Klipstenenstraat.

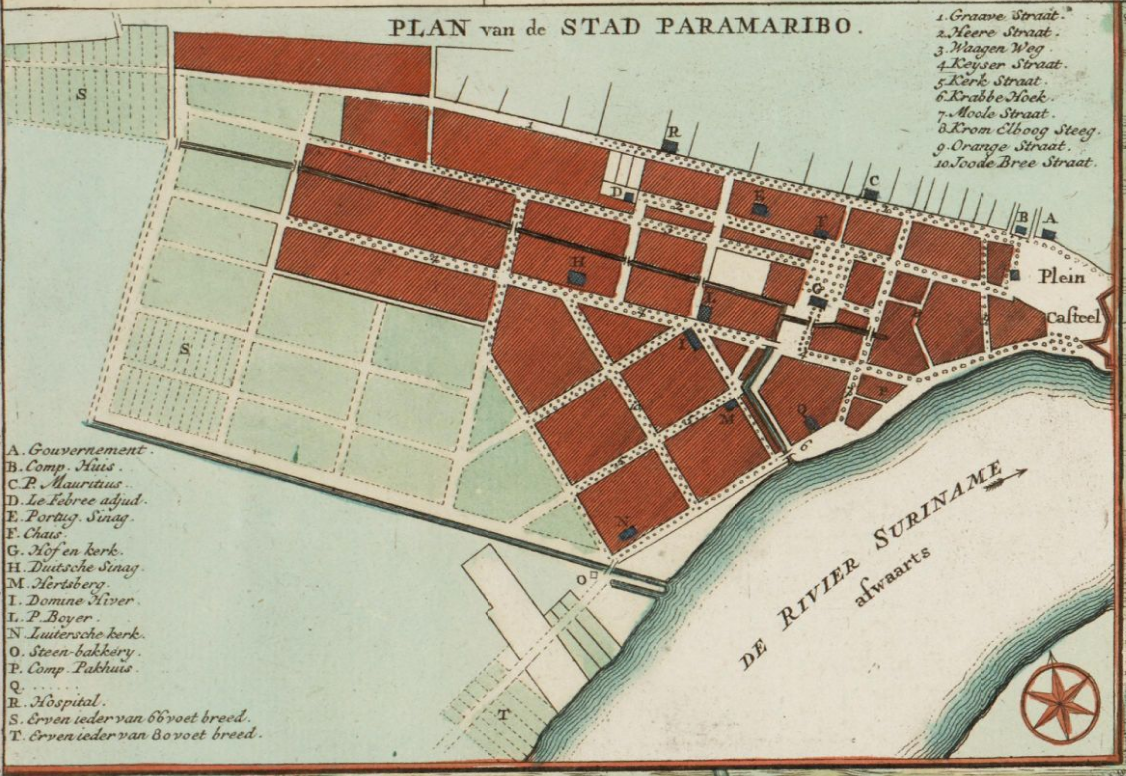
Plattegrond van Paramaribo in 1737

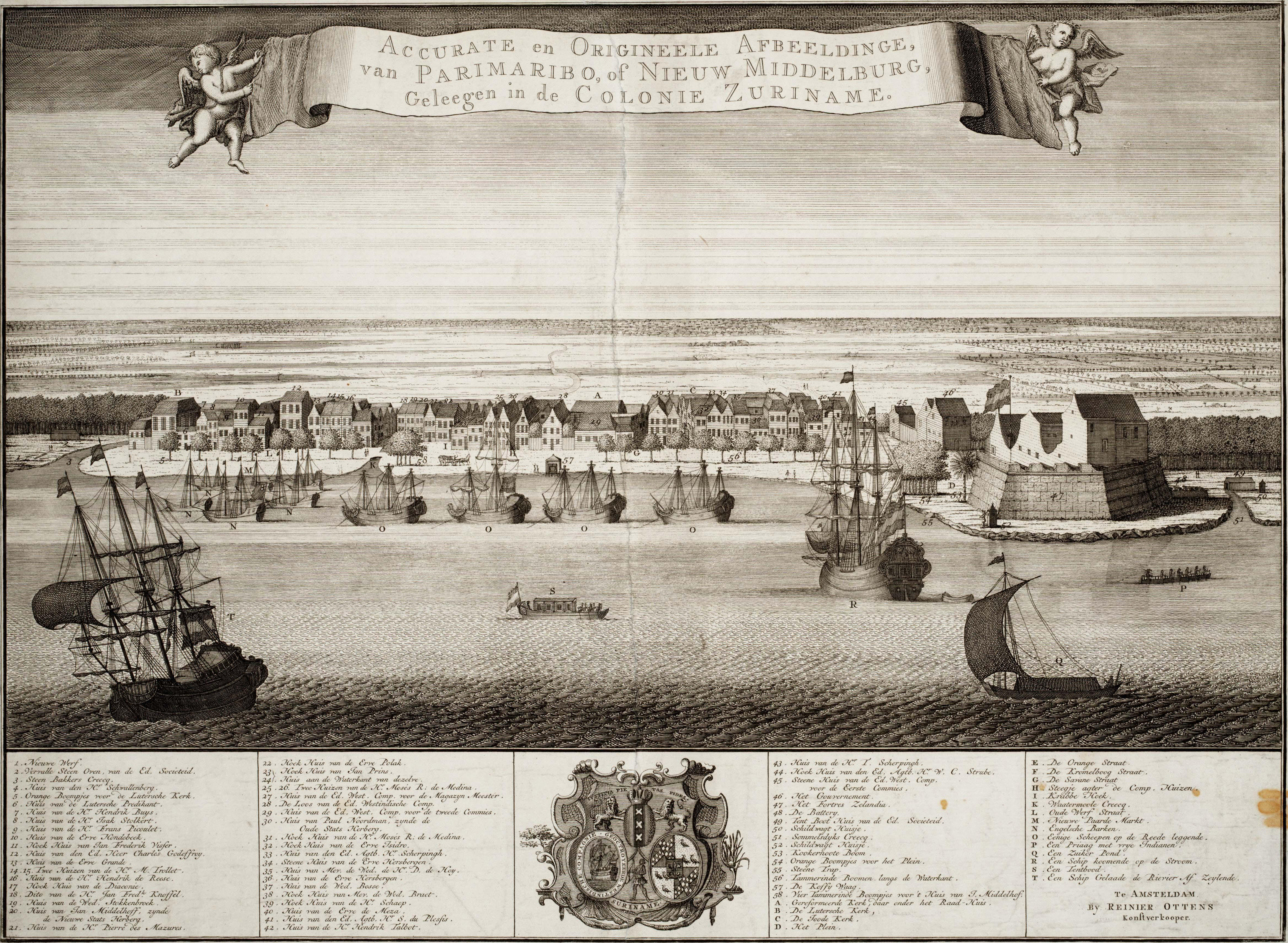
Paramaribo in de 18e eeuw

In de loop van de 18de eeuw werd de stad fors naar het westen toe, langs de Surinamerivier, en landinwaarts uitgebreid. In 1800 kende de stad ongeveer 1.100 huizen en 12.000 inwoners. Deze uitbreiding gebeurde planmatig, op bevel van het koloniale bestuur. Een belangrijke figuur voor de vroege geschiedenis van Paramaribo is dan ook de landmeter en stedenbouwkundige Franciscus Lieftinck, die een belangrijk deel van het oude Paramaribo ontwierp. Dit deel van de stad heeft dan ook een grotendeels rechthoekig stratenpatroon, ondanks de kromming van de Surinamerivier.

### Ontstaan van een vrije gekleurde bevolking
Na 1800 en tot ongeveer 1880 nam de stad niet meer sterk in omvang toe. De oorspronkelijke percelen waren groot en de huizen klein. In de loop van de tijd vergrootte men de huizen en bouwde slavenwoningen en bijgebouwen bij. De bevolking steeg dus nog wel, maar dit gebeurde door een toename van de bevolkingsdichtheid.
Een andere belangrijke demografische ontwikkeling die in deze periode plaatsvond was dat er een steeds grotere groep van vrije niet-blanken ontstond, dit waren voornamelijk slaven die waren vrijgekocht of zichzelf vrijkochten en hun afstammelingen. In 1791 vormden blanken 53% van de vrije bevolking in Paramaribo, in 1862, het jaar voor de emancipatie, was dit teruggelopen tot 13%. De totale vrije bevolking nam daarbij toe van 3.760 naar 13.510 personen. Dit betekent dat een groot deel van de vrije bevolking gekleurd was en hoewel er voor deze groep lang weinig aandacht is geweest zijn toch enkelen van hen bekend geworden, waaronder zakenvrouw Elisabeth Samson en onderwijzeres Maria Vlier, schrijfster van het eerste Surinaamse geschiedenisboek.
In de 18e en de eerste helft van de 19e eeuw werd de binnenstad zwaar geteisterd door enkele verwoestende branden. In periodes van droogte waren de houten huizen een gemakkelijke prooi voor een eenmaal ontstaan vuur. In 1763 werd na een stadsbrand verordonneerd dat de daken niet meer mochten worden bedekt met pinabladeren. Maar de sindsdien gebruikte houten dakpannen waren niet echt een oplossing.

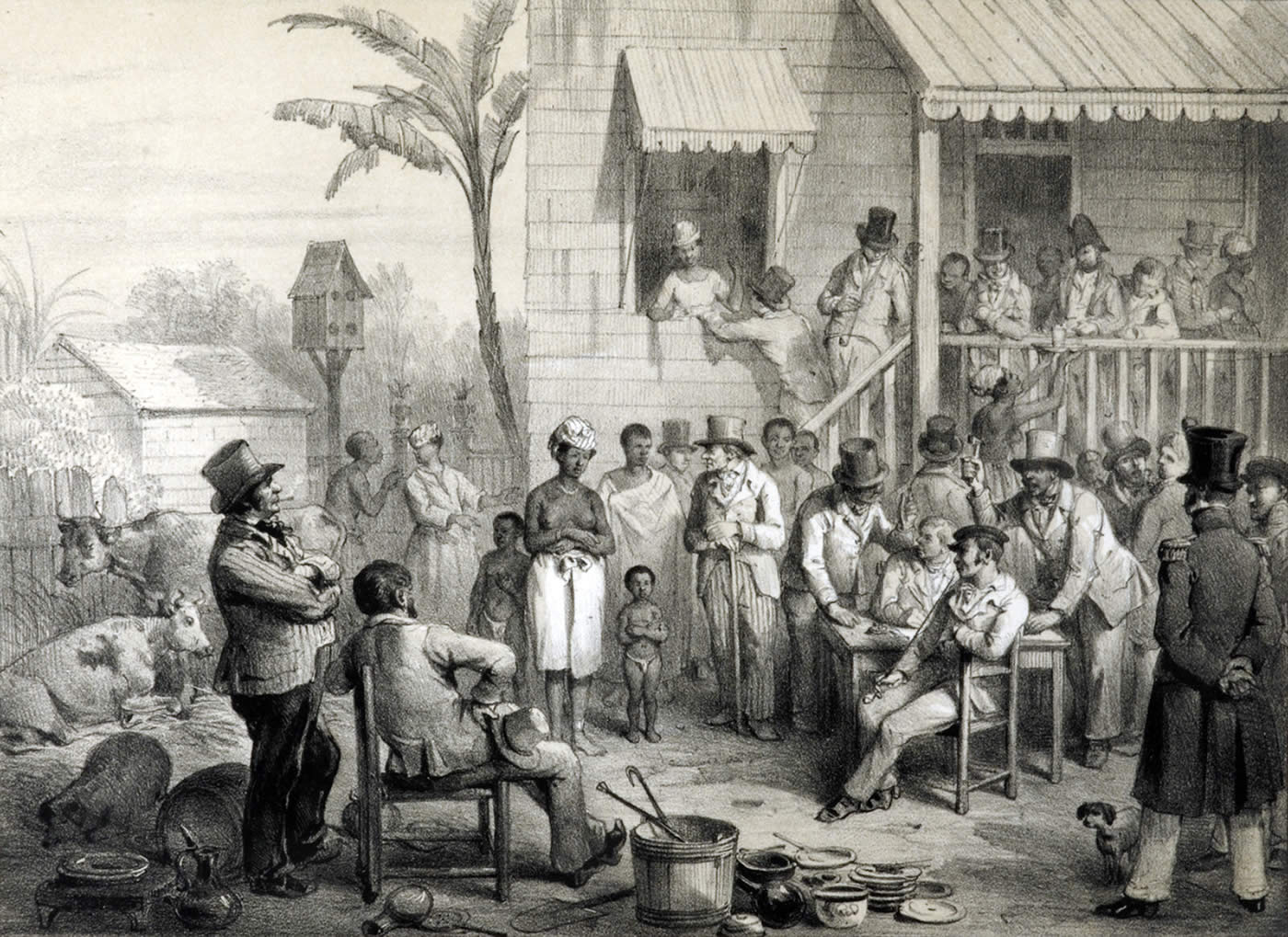
Slavenverkoop in Paramaribo in 1831.

De Stadsbrand van 1821 en de Stadsbrand van 1832 behoorden tot de grootste stadsbranden in Paramaribo en legden respectievelijk het noordelijke en zuidelijke deel van het centrum in de as. De brand uit 1832 is later bekend geworden als Cojo branti, nadat er in de maanden na de brand ook verschillende andere branden uitbraken in de kolonie werden drie verdachte slaven terechtgesteld. Tegenwoordig wordt hun actie gezien als daad van verzet tegen het koloniale bestuur en het slavenbestaan, en in 2000 werd er een monument onthuld en het plein omgedoopt tot Kodjo, Mentor en Presenti-plein. Een gevolg van de grote brand was dat enkele straatwanden niet meer werden opgebouwd om brandoverslag te voorkomen. Huizen die van steen of klei werden gebouwd leverden bovendien belastingvoordelen op.

Paramaribo omstreeks 1860

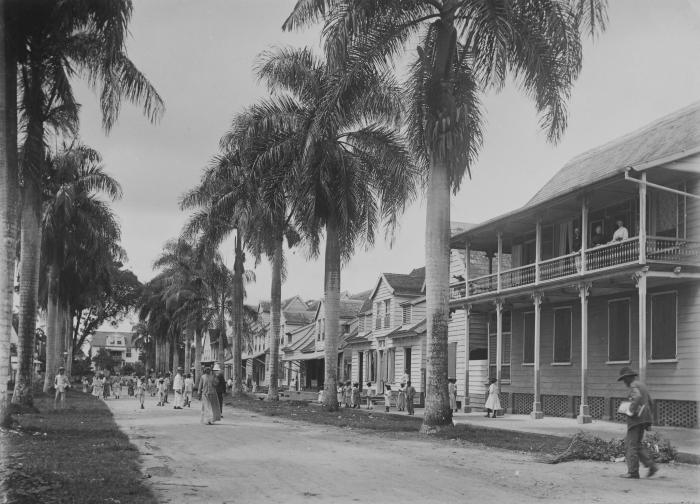
De Maagdenstraat omstreeks eind-19e eeuw

Na de afschaffing van de slavernij in 1863, en het aflopen in 1873 van de tienjarige periode van "staatstoezicht" (gedwongen arbeid), trokken veel ex-slaven naar de stad. Dit kon niet meer volledig door een verhoging van de bevolkingsdichtheid opgevangen worden. In 1874 vond een eerste verkaveling plaats ten westen van de Wanicastraat. Dit markeert de overgang van een geplande stadsuitbreiding naar een uitbreiding door particulieren zonder grote inmenging van de overheid, zoals het ook vandaag de dag het geval is. Dit leidde bijvoorbeeld bij het verkeer en de afwatering tot problemen die tot de dag van vandaag voortduren.

### 20e eeuw en Surinaamse onafhankelijkheid

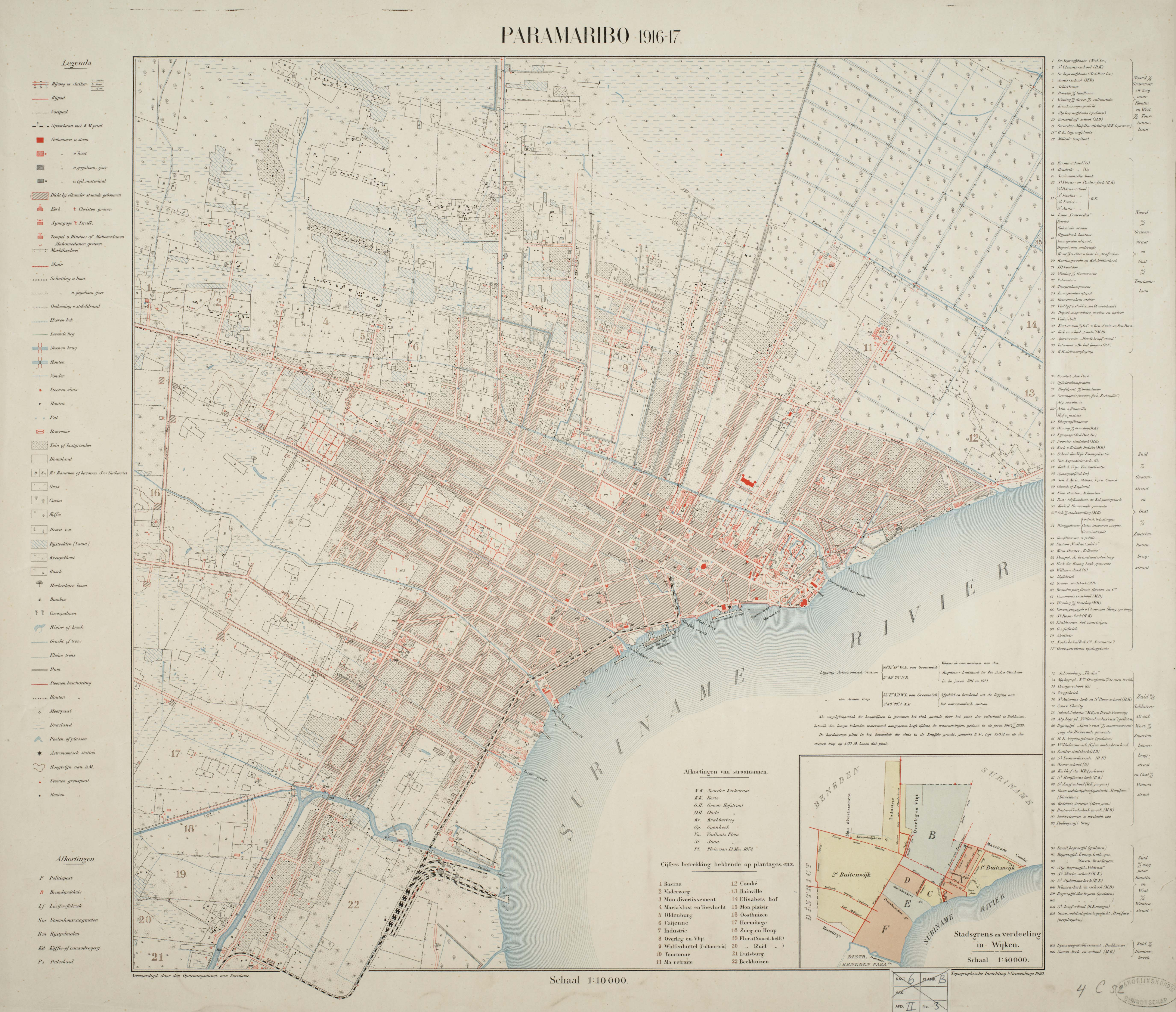
Kaart van Paramaribo met daarin de situatie uit 1916-1917

Van oudsher woonden arme en rijke inwoners in de stad door elkaar. Op de erven van grote woningen werden huisjes voor de slaven gebouwd; later vestigden zich hier de armen. Vanaf 1950 ontwikkelt de overheid grote bouwprojecten en zijn veel meer gefortuneerde inwoners naar het zuidwesten van de stad getrokken. Grootschalige sloppenwijken zoals deze voorkomen in grote steden in andere delen van Zuid-Amerika, zijn echter nooit in Paramaribo ontstaan.
In 1987 vond in Suriname een bestuurlijke herindeling plaats. District Paramaribo werd hierbij onderverdeeld in twaalf ressorten (wijken).

## Geografie

### Ligging
Paramaribo ligt in de kustvlakte van de Atlantische Oceaan op de linkeroever van de Surinamerivier. In tegenstelling tot het overgrote deel van het land ligt de stad niet op het Guianaschild, maar op de uit sedimentgesteente bestaande kustvlakte, op slechts enkele meters boven zeeniveau. Het terrein is overwegend vlak en door de lage ligging vaak drassig, met zogenaamde swampen of moerassen. Voor de kust komen modder- en zandbanken voor met aan de oevers van oorsprong mangrovebos.

### Klimaat
Suriname heeft een tropisch regenwoudklimaat, met een grote en kleine regentijd en twee droge tijden, die echter ook gemiddeld meer dan 60 mm neerslag per maand kennen en waardoor het dus ook in de droge tijd regelmatig regent. De temperatuur is gedurende het jaar zeer constant, deze schommelt tussen 24 en 36 graden Celsius. Gedurende de regentijd is de gemiddelde temperatuur 27,3 graden, terwijl die tijdens de droge tijd oploopt naar 32 graden Celsius. De droogste periode van het jaar duurt van september tot november. Jaarlijks valt er ruim 2100 mm neerslag.
| Maand                          | jan  | feb  | mrt  | apr  | mei  | jun  | jul  | aug  | sep  | okt  | nov  | dec  | Jaar  |
| ------------------------------ | ---- | ---- | ---- | ---- | ---- | ---- | ---- | ---- | ---- | ---- | ---- | ---- | ----- |
| Hoogste maximum (°C)           | 33   | 34   | 35   | 37   | 37   | 36   | 37   | 37   | 36   | 37   | 36   | 36   | 37    |
| Gemiddeld maximum (°C)         | 29,6 | 29,8 | 30,0 | 30,4 | 30,0 | 30,1 | 30,7 | 31,8 | 32,7 | 32,8 | 31,8 | 30,3 | 30,8  |
| Gemiddelde temperatuur (°C)    | 26,0 | 26,0 | 26,2 | 26,7 | 26,5 | 26,5 | 26,7 | 27,4 | 27,8 | 27,9 | 27,3 | 26,4 | 26,8  |
| Gemiddeld minimum (°C)         | 22,4 | 22,2 | 22,5 | 23,0 | 23,0 | 22,9 | 22,8 | 23,0 | 23,0 | 23,0 | 22,9 | 22,5 | 22,8  |
| Laagste minimum (°C)           | 17   | 17   | 17   | 18   | 19   | 20   | 20   | 15   | 21   | 20   | 21   | 18   | 15    |
|                                |      |      |      |      |      |      |      |      |      |      |      |      |       |
| Neerslag (mm)                  | 209  | 135  | 121  | 173  | 275  | 312  | 214  | 165  | 105  | 103  | 117  | 174  | 2.103 |
| Bron: Weatherbase Climate-data |      |      |      |      |      |      |      |      |      |      |      |      |       |

## Bezienswaardigheden
Voor een overzicht van monumenten zie:
- Lijst van monumenten in Paramaribo

### Binnenstad

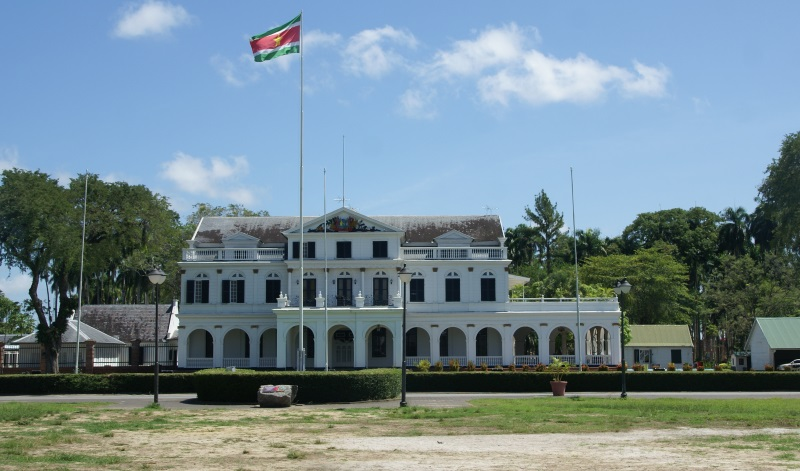
Het Presidenti:ele Paleis aan het Onafhankelijkheidsplein.

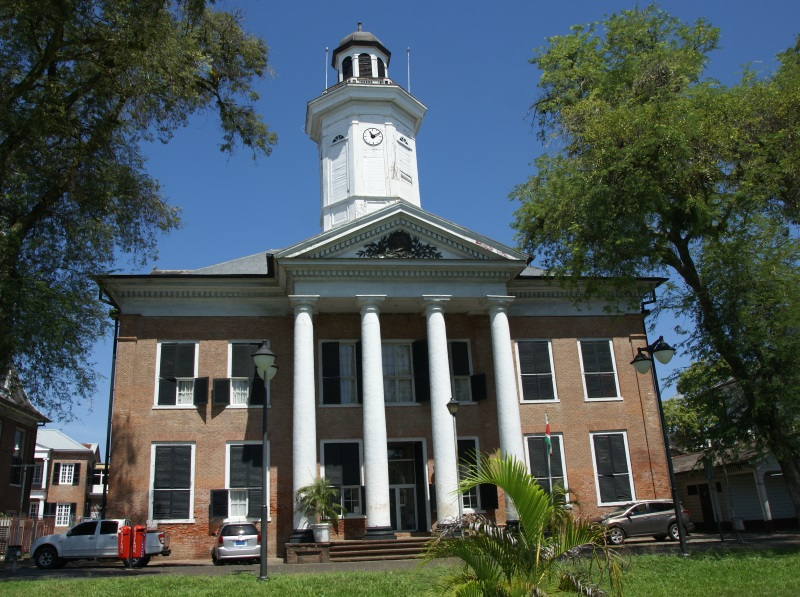
Het Ministerie van Financiën

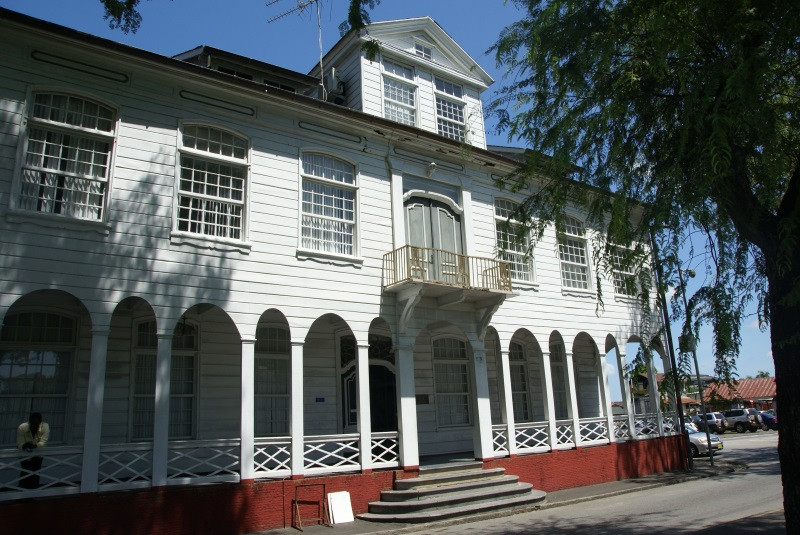
Huis Du Plessis

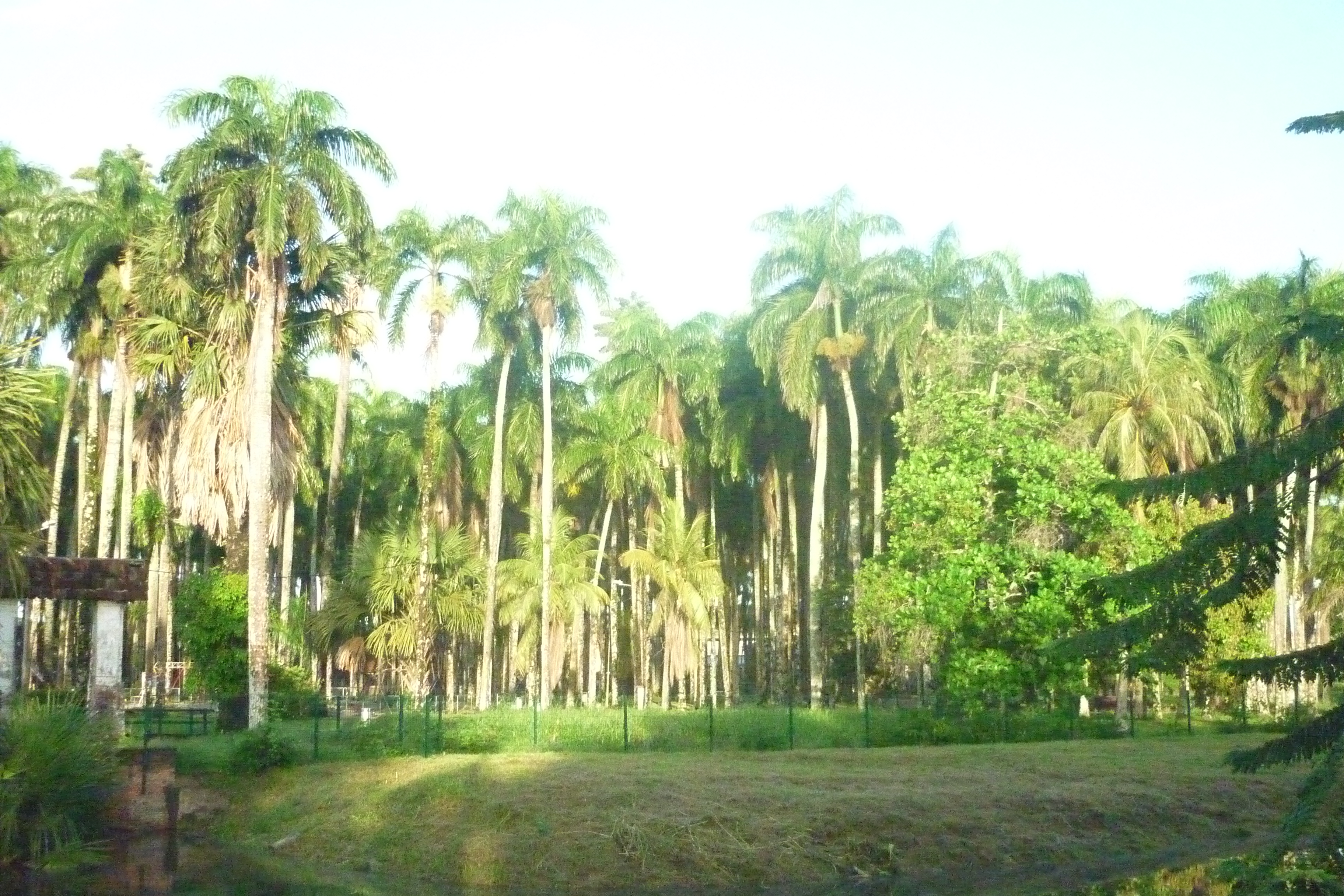
De Palmentuin

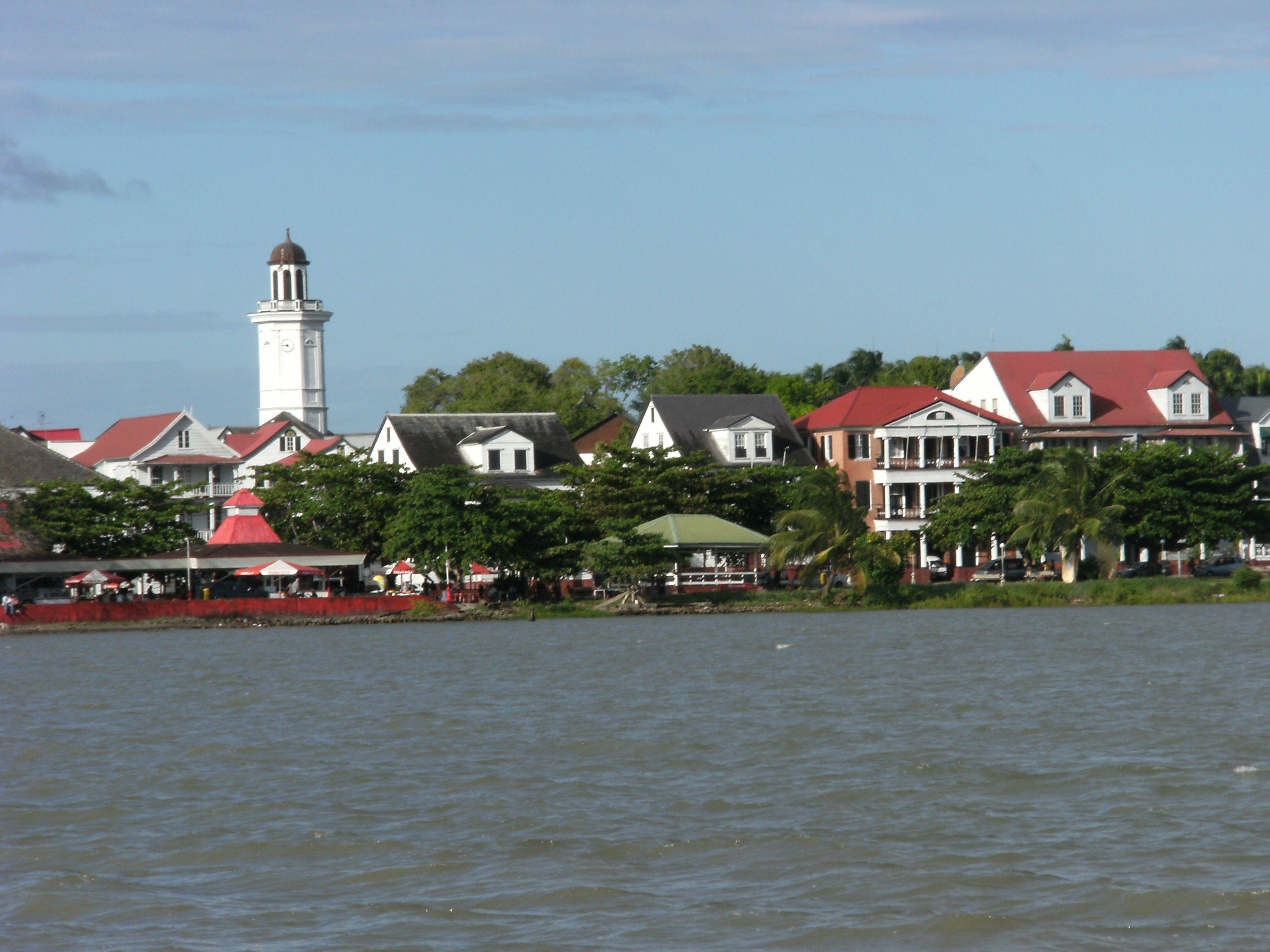
Waterkant vanaf de Surinamerivier.

De historische binnenstad van Paramaribo, die sinds juli 2002 op de Werelderfgoedlijst van de UNESCO staat, is vrijwel volledig opgetrokken uit hout. Vele monumentale gebouwen zijn bewaard gebleven en vormen het aanzicht van Paramaribo. De binnenstad kent een unieke architectuur, waarbij vrijwel alleen met het lokaal ruim voorhanden zijnde materiaal hout is gewerkt. Dit is onder meer een gevolg van de verschillende overheersers, de vele verschillende culturen van de mensen die in Suriname zijn komen wonen en door de eigen architectuur van godsdienstige gebouwen. Uiteindelijk zijn hierdoor meegebrachte tradities vermengd met lokale gebruiken, wat tot de bijzondere binnenstad heeft geleid die is erkend door de UNESCO.
- Het Onafhankelijkheidsplein vormt het hart van de republiek Suriname, vele belangrijke (overheids)gebouwen zijn rondom dit plein gelegen.
  - De Nationale Assemblée, het parlement van Suriname.
  - Ministerie van Financiën, werd gebouwd na de grote stadsbrand van 1832 en geeft de nationale tijd aan.
  - Hof van Justitie, werd in baksteen opgetrokken, nadat het voorgaande gebouw zwaar door houtrot was aangetast.
  - Presidentieel Paleis of Gouverneurshuis is tegenwoordig in gebruik voor formele ontvangsten.
  - Huis Du Plessis, deed lange tijd dienst als Ministerie van Binnenlandse Zaken.
  - De Congreshal is een congrescentrum uit 1999.
  - De Palmentuin is direct achter het Gouverneurshuis gelegen.
- Fort Zeelandia (nu hoofdvestiging van het Surinaams Museum), vormt de oorsprong van de stad, rondom het fort werd de kolonie gesticht.
  - Het Wachthuis in het buitenfort.
  - Gebouw 1790 is de ruïne van het afgebrande levensmiddelenmagazijn in het fort.
  - De naastgelegen rij koloniale officierswoningen aan de Zeelandiaweg.
- De Waterkant is een van de belangrijkste straten van de stad, aan de Surinamerivier bevinden zich vele monumentale panden.
  - Het Ministerie van Sociale Zaken zetelt in verschillende monumentale panden aan de Waterkant.
  - De Waag had vroeger een groot economisch belang, goederen werden hier gewogen om accijns te bepalen.
- De begraafplaats Nieuwe Oranjetuin werd in de tweede helft van de 18e eeuw gesticht, en kent vele gemetselde grafmonumenten.
- De Hendrikschool, opgericht in 1887, was als (M)ULO lange tijd de hoogste opleiding in Suriname.
- Het Carillon werd geschonken door de Tweede Kamer van Nederland bij de onafhankelijkheid van Suriname in 1975.
- Huis Colaco Belmonte is een van de vele bijzondere monumentale gebouwen in de oude binnenstad.
- Het Bettencourtgebouw is een warenhuis, dat tussentijds ook als havengebouw heeft dienstgedaan.

#### Modernistische architectuur

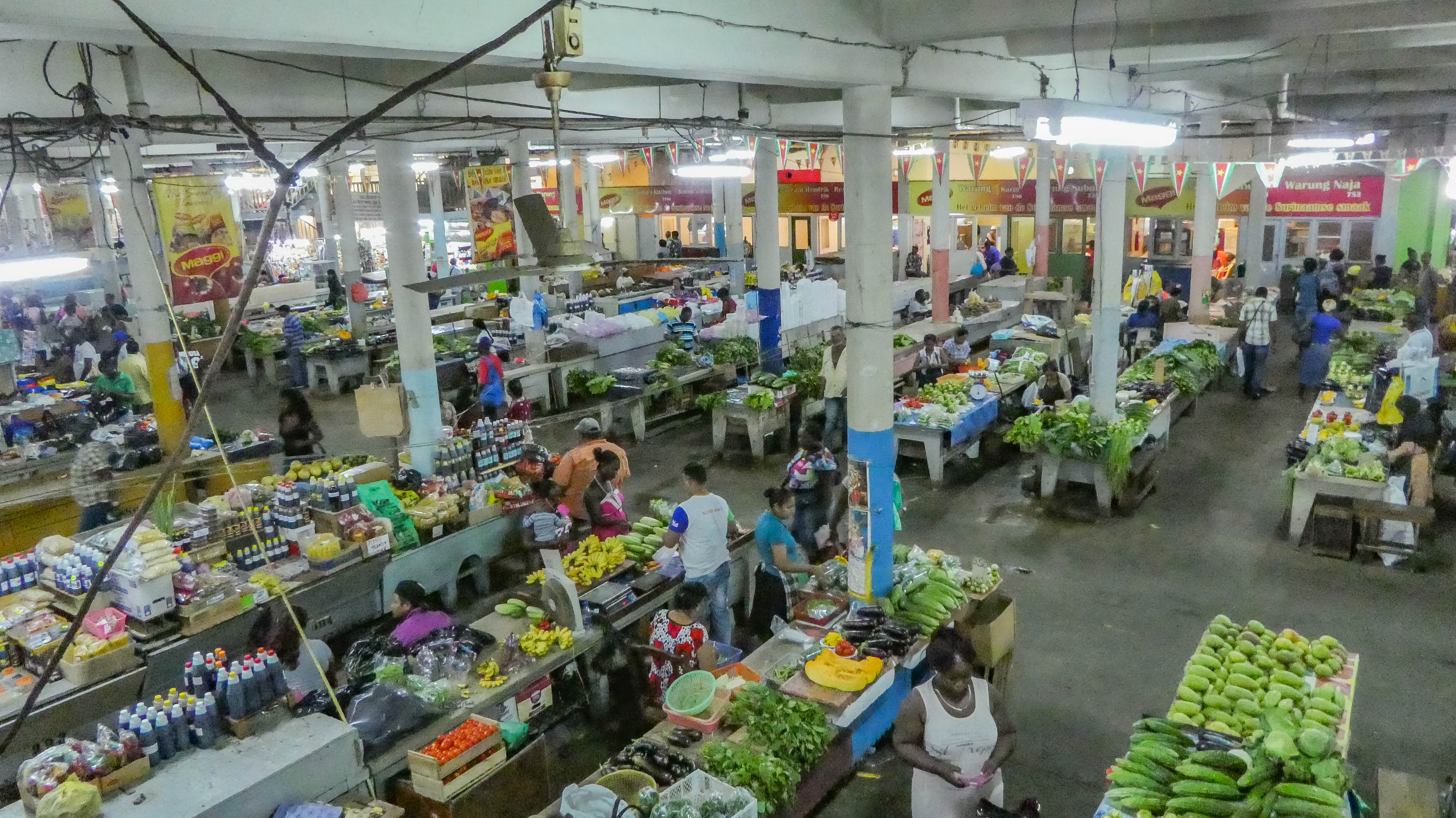
Centrale markt in Paramaribo

Naast de vele houten monumenten zijn er in Paramaribo ook architectonisch waardevolle moderne gebouwen gebouwd. Een aanzienlijk deel van deze gebouwen is tot stand gekomen in de jaren 50 en 60 van de twintigste eeuw. Met ir. P.J. Nagel vestigde zich een architect in Suriname, die beïnvloed was door de strakke moderne architectuur uit de jaren 30 in Europa. Doordat hij in een periode actief was waarin veel publieke voorzieningen in Paramaribo werden gerealiseerd, was hij in staat belangrijke gezichtsbepalende gebouwen te ontwerpen en zo mede de stad vorm te geven. Belangrijke werken van hem zijn onder andere Buiten-Sociëteit Het Park, tegenwoordig de zetel van De Nationale Assemblée, het nationale voetbalstadion en het hoofdkantoor van de Overzeese Gas- en Elektriciteitsmaatschappij N.V.
- Bioscoop Tower, voormalige bioscoop, gebouwd in art-decostijl.
- De Centrale Markt van Paramaribo ligt aan het eind van de Waterkant en is een grote overdekte hal van twee verdiepingen waar kooplui verse etenswaar, kleding en diverse andere spullen verkopen. Andere markten zijn onder meer de Wakapasi, de Kwattamarkt, de Saoenahmarkt en de Kong Ngie Tong Sang-zondagmarkt.
- Het gebouw van 'De Surinaamsche Bank is een modernistisch gebouw ontworpen door Peter Nagel en hoofdkantoor van de grootste handelsbank van Suriname.
- Het Hoofdpostkantoor opende in 1959 en is eveneens ontworpen door Peter Nagel.
- Assuria Hermitage High-Rise, het hoogste gebouw van Suriname (stand 2022)

### Religieuze gebouwen

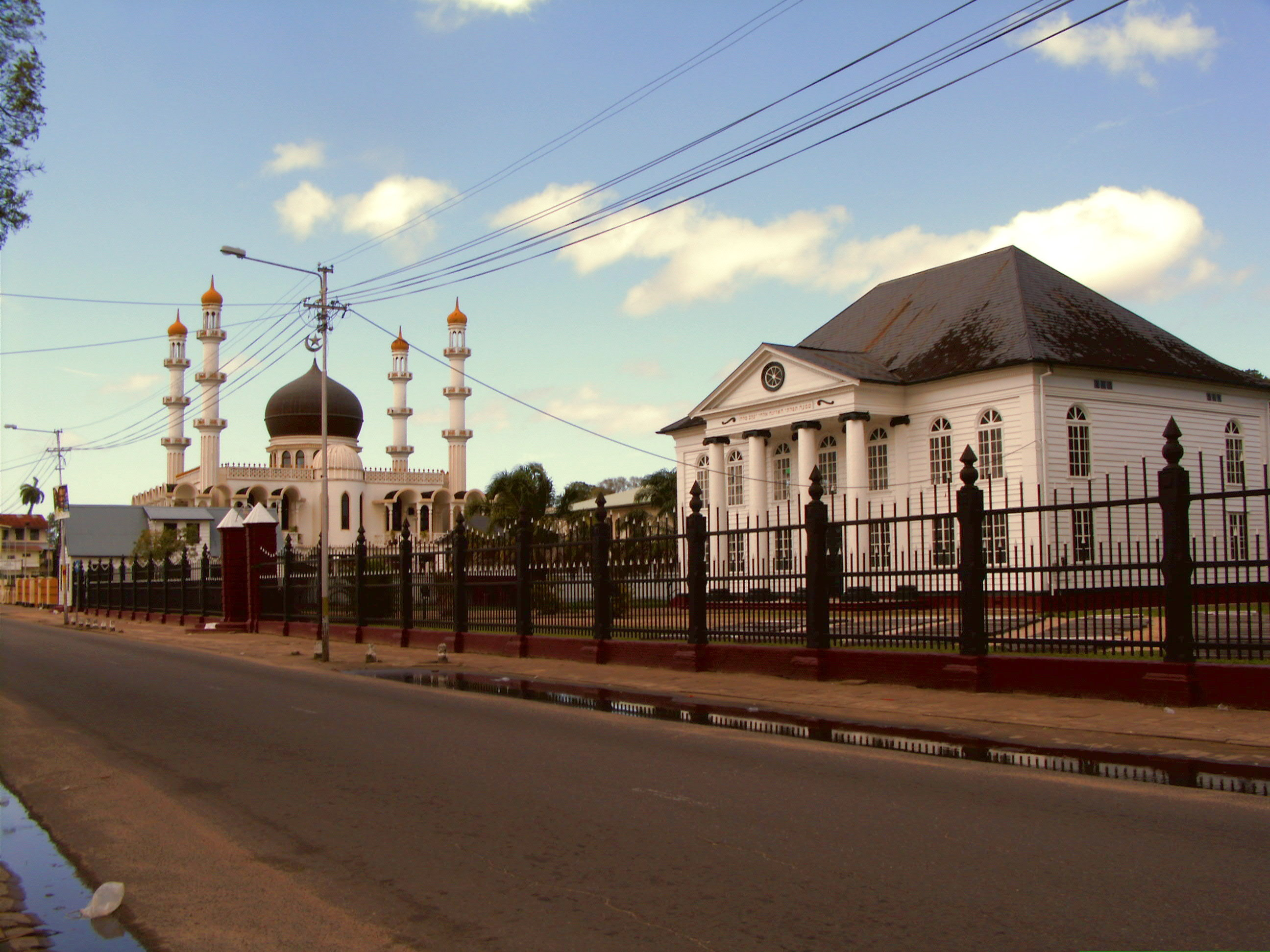
Moskee en Synagoge

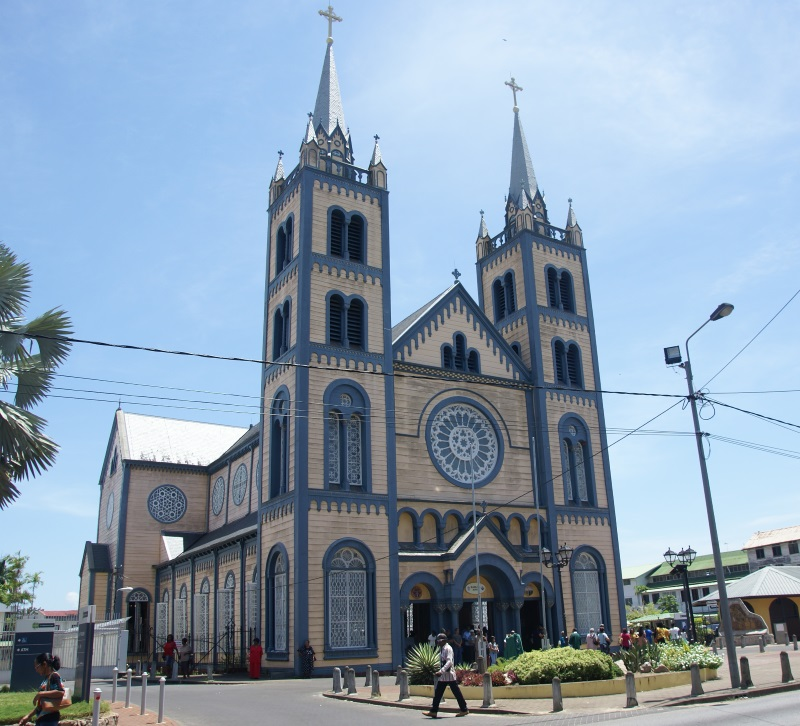
St. Petrus en Pauluskathedraal

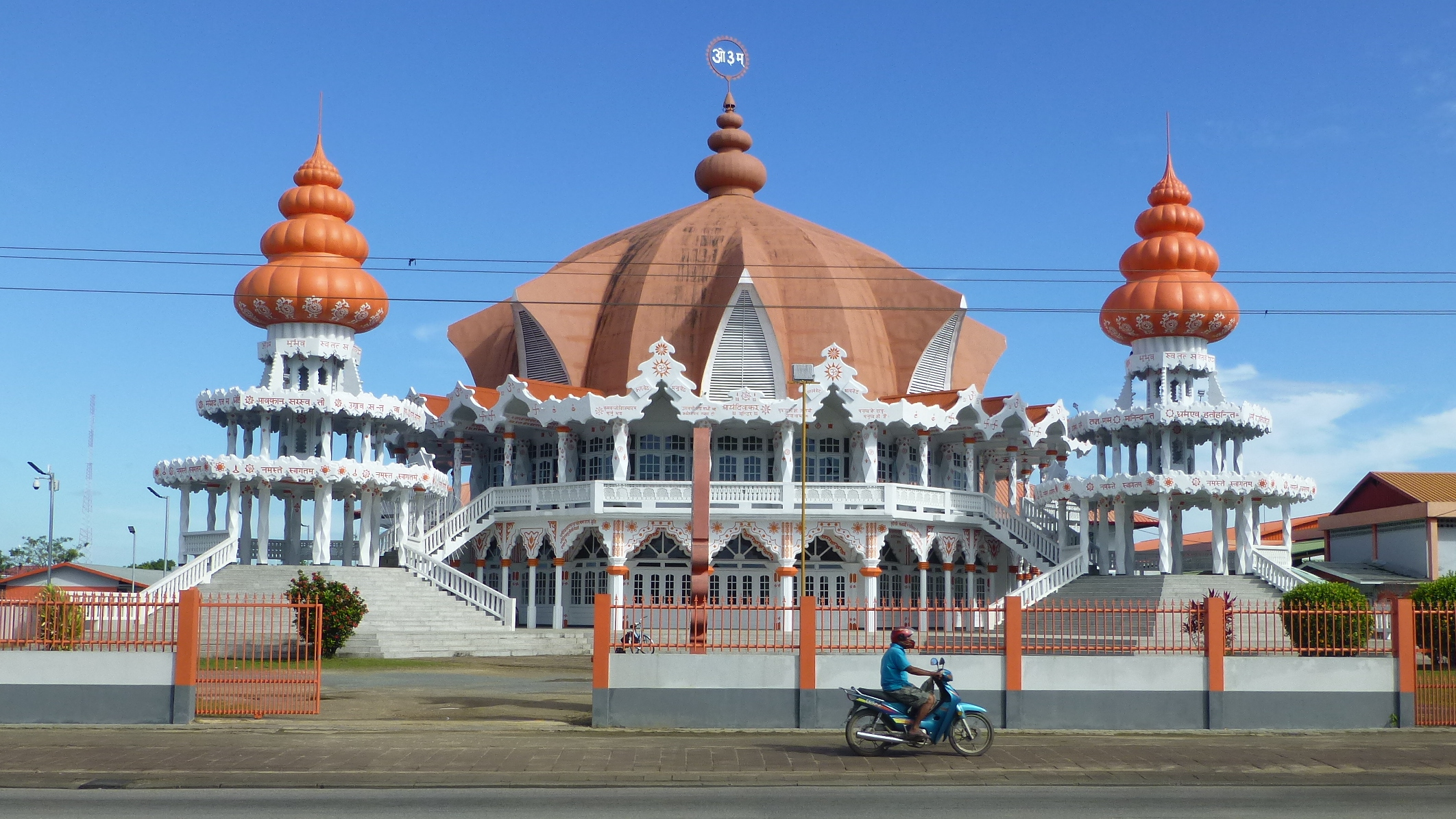
De Arya Diwakertempel

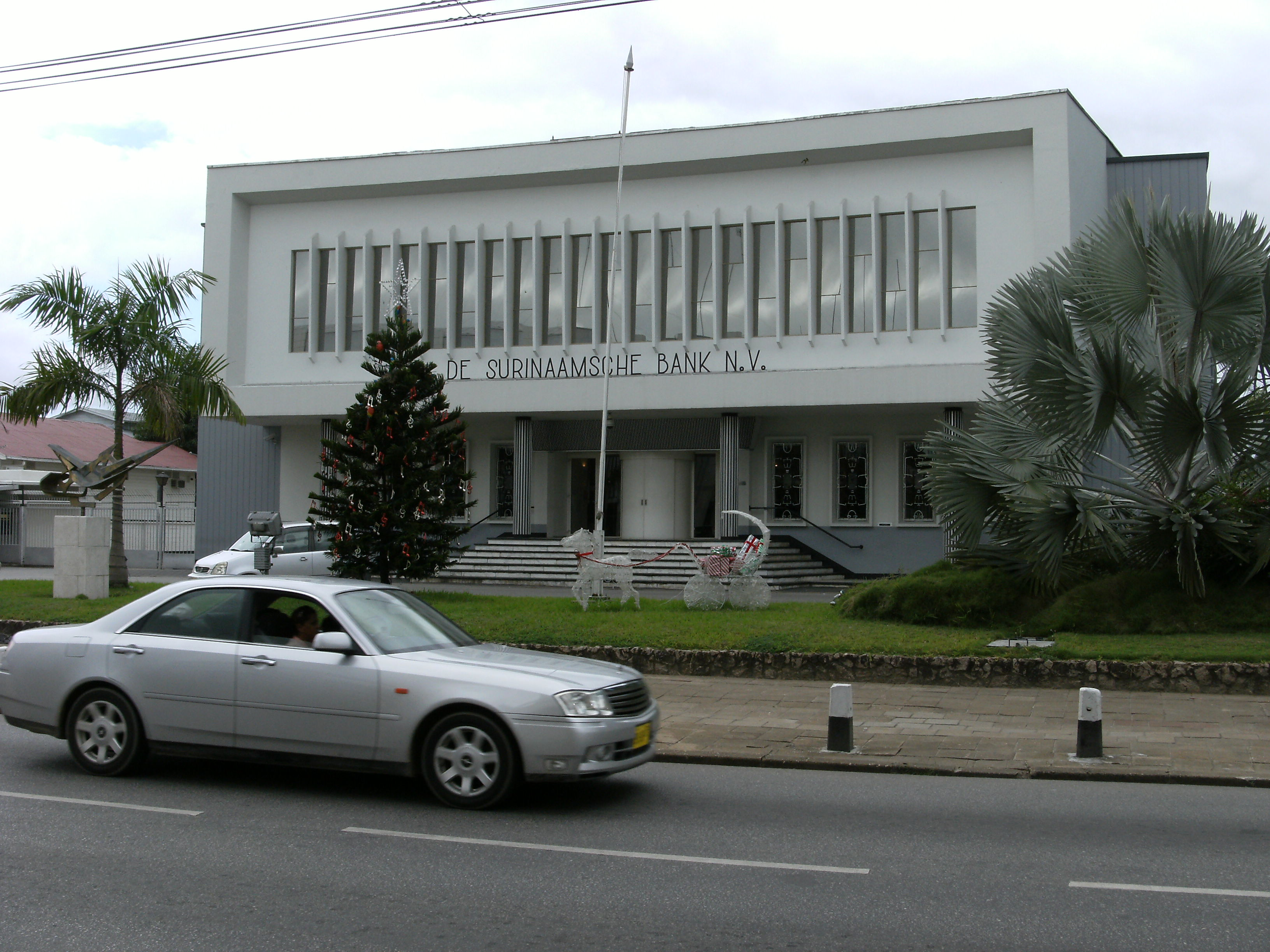
Gebouw van De Surinaamsche Bank (DSB)

De culturele diversiteit van Suriname komt onder andere tot uiting in vele verschillende religieuze gebouwen. Beroemd zijn een van de grootste houten kerken van het westelijk halfrond en de moskee en synagoge die gebroederlijk zij aan zij staan op de Keizersstraat.
- De Sint-Petrus-en-Pauluskathedraal, (voluit: de Kathedrale Basiliek van Sint Petrus en Paulus), het grootste houten gebouw van Latijns-Amerika.
- De naast elkaar gelegen Moskee Keizerstraat en de Synagoge Neve Shalom aan de Keizerstraat. Niet ver van deze plek staan ook een katholieke kerk en een hindoeïstische tempel.
- Tzedek ve-Shalom voormalige synagoge, was in gebruik tot de fusie met Neve Shalom.
- Arya Diwaker, is een hindoeïstische vereniging en een van de grootste hindoetempels in Suriname.
- Surya Mandir is een sinds 1984 in aanbouw zijnde hindoeïstische tempel aan de Zinniastraat.
- De Centrumkerk op het Kerkplein (zie ook Hervormde Kerk in Suriname).
- Maarten Lutherkerk gebouwd voor de Evangelisch-Lutherse kerk.
- Grote Stadskerk, van de Evangelische Broedergemeente Suriname aan de Steenbakkerijstraat.
- St. Rosakerk rooms-katholieke kerk aan de Prinsenstraat.
- Het Bisschopshuis is een van de oudste panden in Paramaribo en diende vanaf 1921 tot bisschoppelijke woning, tegenwoordig is het bisschoppelijke museum in het pand gevestigd.

### Culturele voorzieningen
De culturele diversiteit van de stad komt ook tot uiting in het diverse culturele aanbod, dat soms specifiek Surinaams is, maar ook een link kan hebben met de landen van herkomst van bevolkingsgroepen. Belangrijke culturele instellingen in de stad zijn:
- Thalia is een Surinaams toneelgenootschap en theater, opgericht in 1837.
- Kong Ngie Tong Sang is een Chinees-Surinaamse vereniging, opgericht in 1888.
- Cultuurtuin is een park aan de noordkant van de stad waar sinds de koloniale tijd een botanische tuin is gelegen, daarnaast liggen ook de dierentuin, het nationale voetbal- en cricketstadion van Suriname aan het park.
- Nationale Volksmuziekschool
- Conservatorium van Suriname

### Kunst en musea
- Het Surinaams Museum bevindt zich in het Fort Zeelandia.
- Het Maritiem Museum is op aanvraag geopend.
- Het Lalla Rookh Museum, gewijd aan de Hindoestaanse cultuur.
- Villa Zapakara is een kindermuseum, dat sinds 2009 interactieve tentoonstellingen organiseert.
- Het openluchtmuseum Fort Nieuw-Amsterdam aan de rechterzijde van de Surinamerivier in het district Commewijne.
- De Nationale Kunstbeurs, loopt jaarlijks van eind oktober tot begin november.
- De Hal, centrum voor exposities en shows.
- Readytex Art Gallery, kunstgalerie met werk van een aantal kunstenaars.
- G-Art Blok, kunstgalerie en opleidingscentrum.
- De KuS, kunstgalerie.

### Monumenten
Verspreid door de binnenstad is een groot aantal monumenten opgericht, enkele van de belangrijkste en opvallendste monumenten zijn:
- Het standbeeld van Kwakoe is een monument ter herdenking van de afschaffing van de slavernij.
- Baba en Mai is het Hindoestaanse immigratiemonument van Khedoe aan de Kleine Combéweg.
- Het Helstonemonument, ter ere van de belangrijke Surinaamse componist, bevindt zich op het Kerkplein.
- Het Standbeeld van Henck Arron, de eerste premier in 1975 van Suriname en de geestelijk vader van de onafhankelijkheid.
- Standbeeld van Johan Adolf Pengel, minister-president in de jaren 60, staat op het Onafhankelijkheidsplein.
- Standbeeld van koningin Wilhelmina, is na de onafhankelijkheid van Suriname verplaatst naar een locatie bij Fort Zeelandia.
- Het Dankbaarheidsmonument werd in 1955 door Nederland aan Suriname geschonken als dank voor de hulp tijdens en na de Tweede Wereldoorlog.
- Het Monument van de Revolutie is in 1984 opgericht ter herdenking van de Sergeantencoup in 1980.

### Sportgebouwen
- André Kamperveenstadion, het nationale voetbalstadion van Suriname.
- Dr. Ir. Franklin Essed Stadion
- Voorwaartsveld
- Dr. E. Snellen Park, het cricketstadion in Paramaribo en zetel van de Surinaamse Cricket Bond.
- Anthony Nesty Sporthal, de nationale sporthal voor indoor sporten en grote concerten van (internationale) artiesten.

### Overige bezienswaardigheden

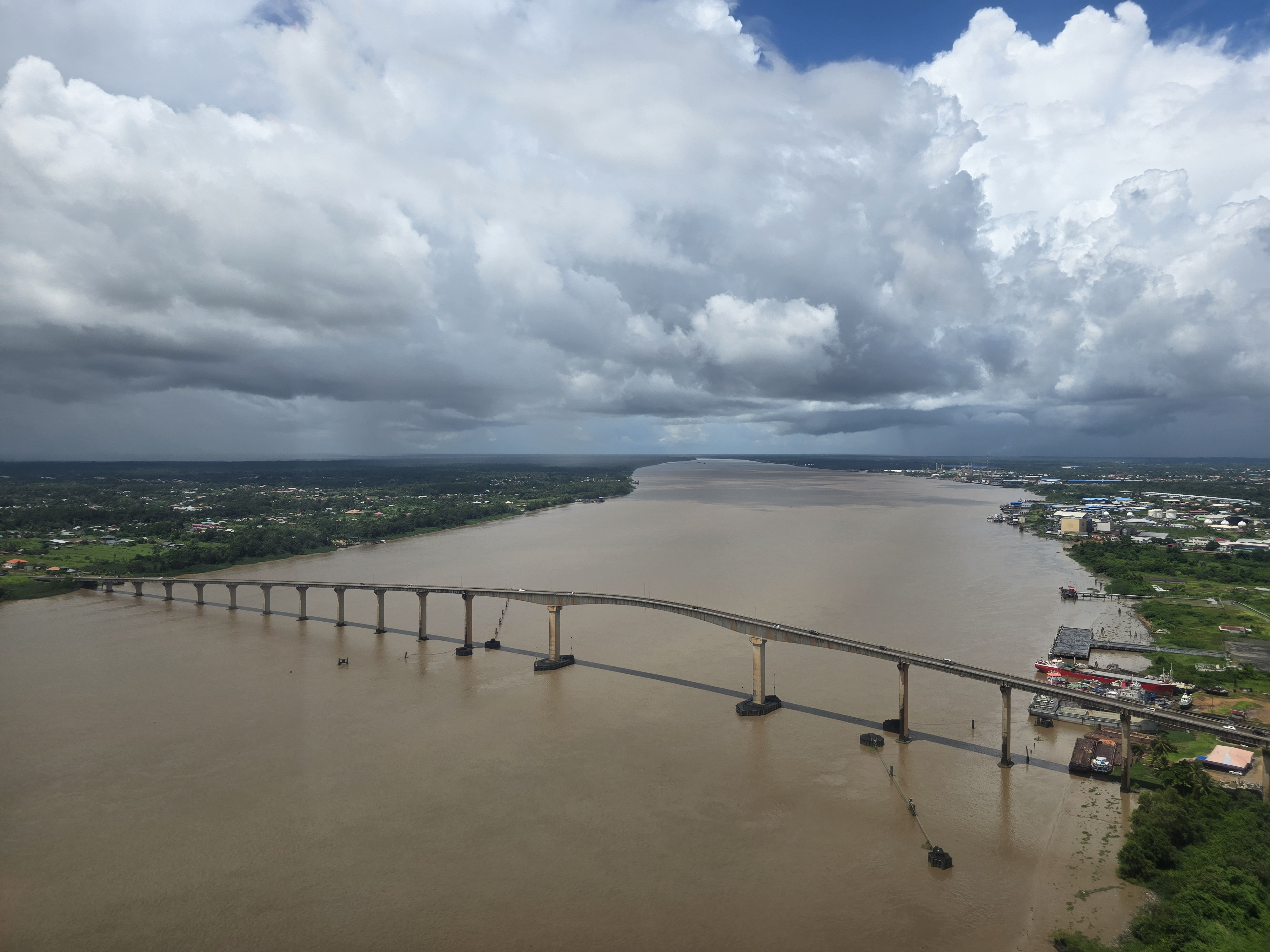
Jules Wijdenboschbrug, 2025

- Paramaribo Zoo is de dierentuin van Suriname.
- De Goslar is een Duits koopvaardijschip dat in 1940 tot zinken is gebracht in de Surinamerivier en sindsdien op een zandbank in de rivier ligt als monument uit de Tweede Wereldoorlog.
- De Jules Wijdenboschbrug over de Surinamerivier, in de volksmond "Bosje Brug".
- Weg naar Zee is een plek en daarnaar vernoemd ressort naar de meest dichtbij zijnde kust van de oceaan.

### Grote evenementen

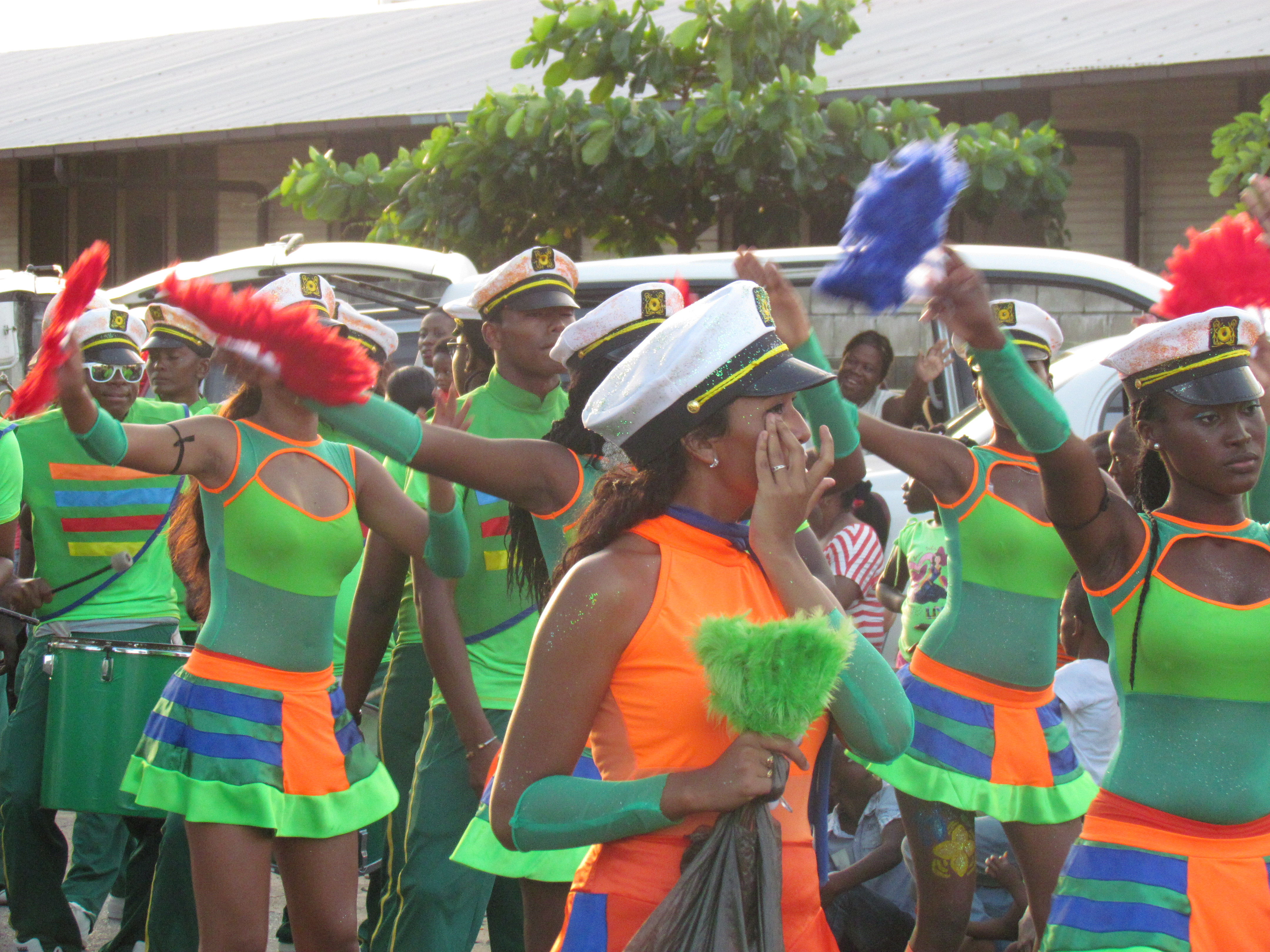
Feestelijk uitgedoste deelnemers aan de Avondvierdaagse

Als hoofdstad en belangrijkste bevolkingskern van Suriname worden alle nationale feestdagen uitgebreid in Paramaribo gevierd. De diversiteit in etniciteiten maakt dat iedere grotere bevolkingsgroep zijn eigen nationale feestdag kent, vaak gekoppeld aan belangrijke religieuze feestdagen. Zo worden belangrijke religieuze feesten als Holi-Phagwa, Kerstmis en Pasen en het Suikerfeest en Offerfeest, gevierd vaak ook door mensen van buiten de traditioneel hiermee geassocieerde bevolkingsgroepen. Daarnaast zijn er enkele grote met name in Suriname of Paramaribo gevierde evenementen:
- Avondvierdaagse, april, een vierdaags wandelevenement met elementen van het Zuid-Amerikaanse carnaval, zo lopen de meeste deelnemers uitbundig verkleed.
- Fête de la Cuisine, juni, een jaarlijks terugkerend culinair festival om de Surinaamse keuken verder te ontwikkelen.
- Ketikoti, 1 juli, de nationale feestdag ter ere van de afschaffing van de slavernij, met de onder andere de Bigi Spikri-optocht.
- SuriPop, juli/augustus, een sinds 1982 gehouden tweejaarlijks festival voor componisten.
- Dag der Inheemsen, 9 augustus, de nationale feestdag ter ere van de inheemse bevolking, vanaf 6.00 uur in de ochtend worden verscheidene ceremonies ten uitvoer gebracht, met name bij de Palmentuin.
- Srefidensi Dey, 25 november, de nationale feestdag met jaarlijks terugkerende festivals ter herdenking van de Surinaamse onafhankelijkheid.
- Surifesta, oudjaarsweken/nieuwjaarsweek, de grootse viering van het owru yari, door CNN in de top 10 van oudejaarsfeesten wereldwijd geplaatst.[6]
- Voor een totaaloverzicht van evenementen zie: Lijst van evenementen in Suriname

## Bestuurlijke indeling

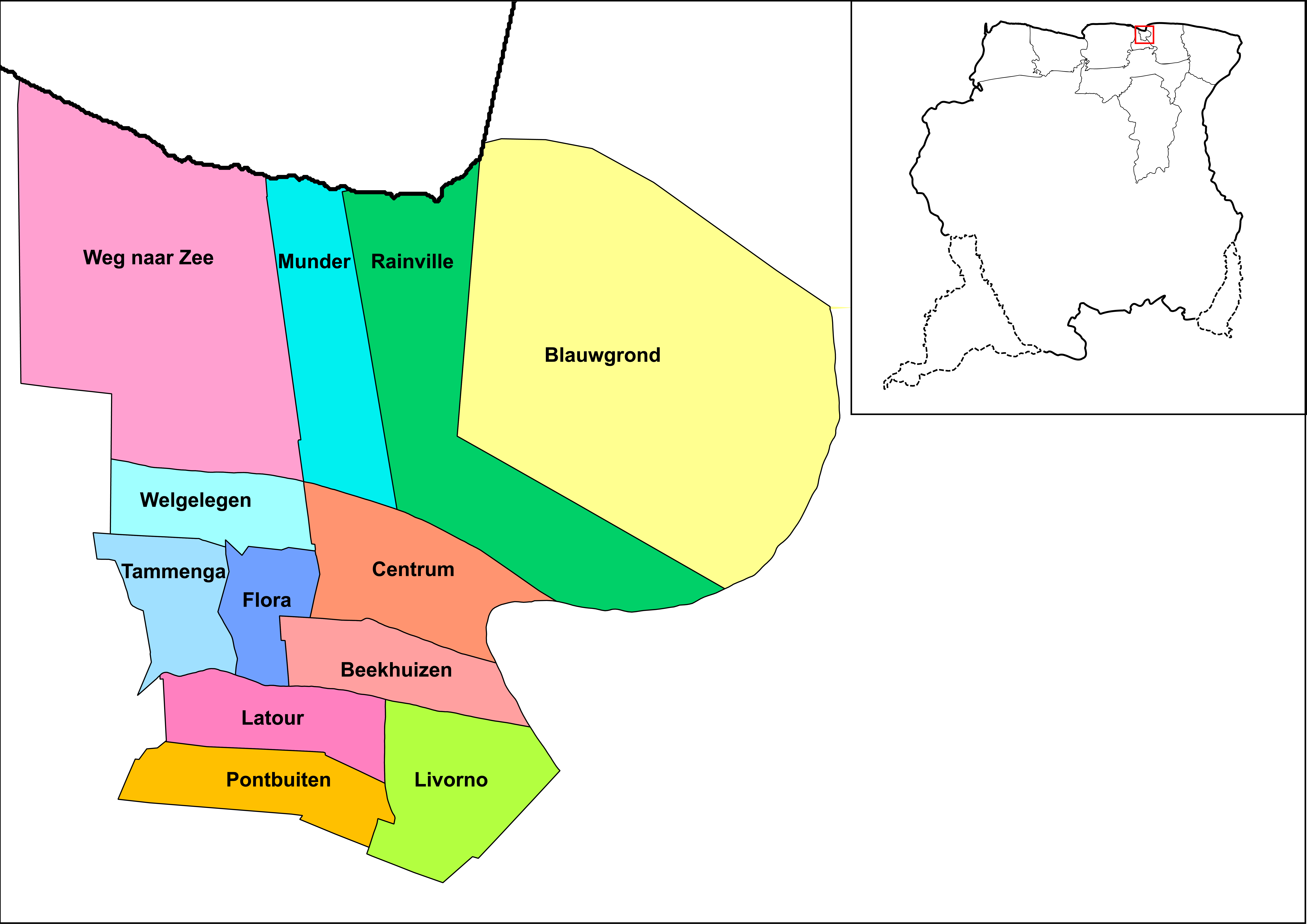
Ressorten van Paramaribo
----

Het district Paramaribo bestaat uit de stad en het gebied ten noorden van de stad. Het ligt ingeklemd tussen de districten Wanica in het westen en Commewijne in het oosten, en de monding van de rivier de Suriname in het noorden.

### Ressorten
Het district Paramaribo bestaat uit twee bestuursressorten met daarin bij elkaar twaalf ressorten, vergelijkbaar met wijken. Het betreft de volgende indeling:
| Bestuursressort Noordoost: - Beekhuizen - Blauwgrond - Centrum - Munder - Rainville |  | Bestuursressort Zuidwest: - Flora - Latour - Livorno - Pontbuiten - Tammenga - Weg naar Zee - Welgelegen |

### Districtscommissarissen

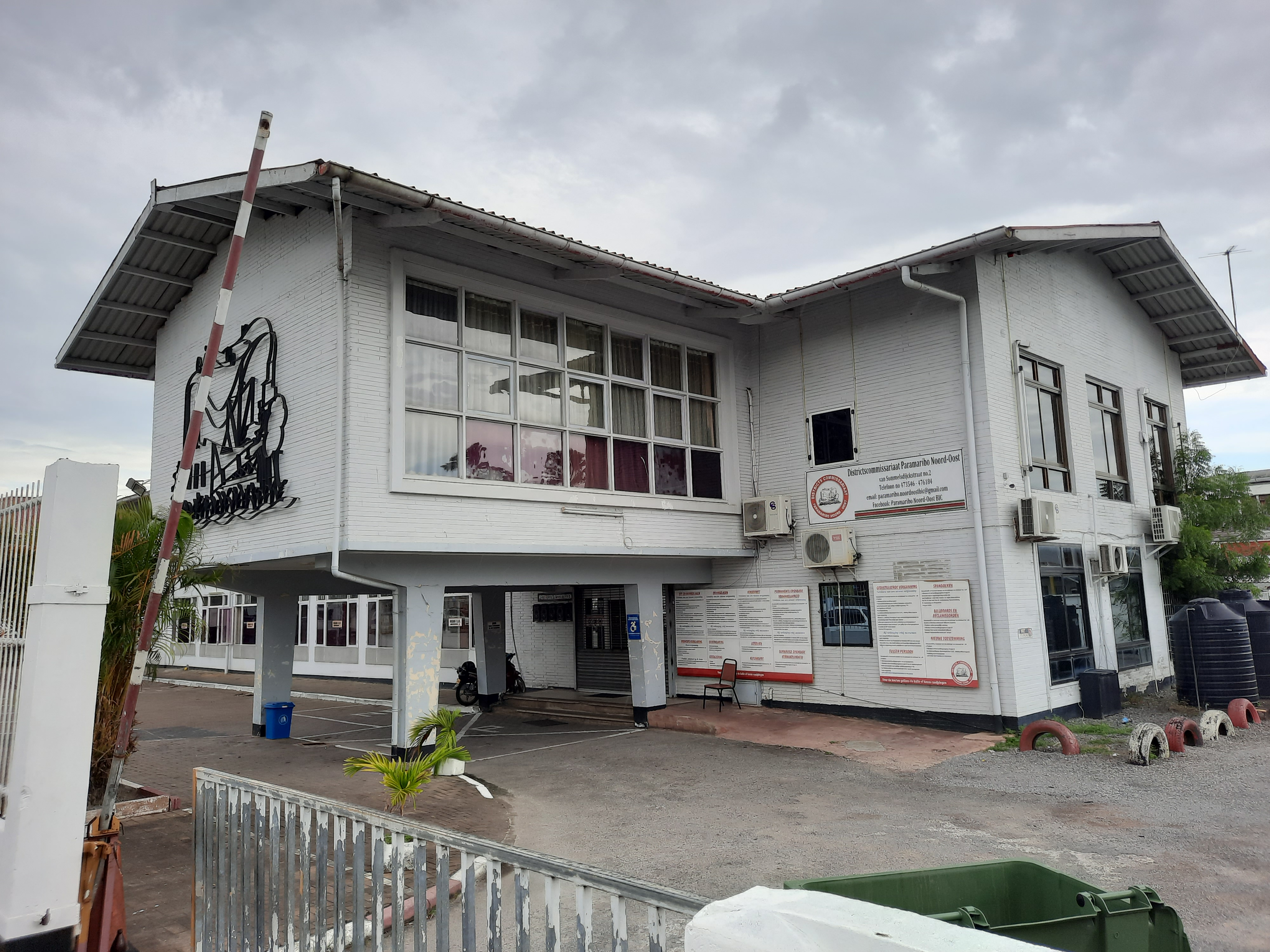
Districtscommissariaat Paramaribo Noord-Oost

De twee bestuursressorten Noordoost en Zuidwest worden elk bestuurd door een districtscommissaris.
| districtscommissaris | van        | partij |
| -------------------- | ---------- | ------ |
| Rudi Vyent           | 2000       | NPS    |
| Rudi Strijk          | 2008       |        |
| Mohamed Kasto        | 2011-2014  | PL     |
| Jerry Miranda        | 2014-2017  | NDP    |
| Mike Nerkust         | 2017-2020  | NDP    |
| Ricardo Bhola        | 2020-heden | VHP    |

| districtscommissaris | van         | partij |
| -------------------- | ----------- | ------ |
| Ilse Kohinor         | ≤ 2009-2011 |        |
| Mike Nerkust         | 2011-2017   | NDP    |
| Remi Pollack         | 2017-2019   | NDP    |
| Eric Grauwde         | 2019-2020   | NDP    |
| Fulgence Javinde     | 2020-heden  | ABOP   |

## Demografie
Het district Paramaribo heeft een oppervlakte van 182 km² en had 240.924 inwoners bij de volkstelling in 2012, wat een bevolkingsdichtheid van 1.324 inw/km² geeft. Qua oppervlakte is het daarmee het kleinste district van Suriname, maar qua aantal inwoners het meest bevolkte: de helft van de Surinaamse bevolking woont in Paramaribo. Ook direct buiten de stad is er in het een afgelopen decennium een sterke bevolkingsgroei opgetreden, de omliggende districten zijn daardoor meer verstedelijkt en kunnen inmiddels worden gezien als één agglomeratie. De gezamenlijke oppervlakte is circa 650 km² met 380.000 inwoners.

#### Bevolkingssamenstelling
De bevolking van Paramaribo bestaat uit een mengeling van de verschillende bevolkingsgroepen en culturen. De grootste bevolkingsgroepen in Paramaribo zijn: Creolen (26%), Hindoestanen (23%), mensen van gemengde afkomst (18%), Marrons (16%) en Javanen (10%).
De statistieken maken het niet altijd even gemakkelijk om de etnische afkomst te duiden, aangezien veel mensen in een of meer groepen zouden kunnen vallen. Zo zijn er bijvoorbeeld verschillende termen in gebruikt voor Surinamers met een Afrikaanse achtergrond; creolen, marrons en Afro-Surinamers, die deels overlappen. In de achtste volkstelling van 2012 groeide de groep marrons met 62%, naast de sterke natuurlijke groei zal waarschijnlijk ook de zelfidentificatie van deze groep een rol spelen. Daarnaast hebben veel Surinamers die zich sterk verbonden voelen met een van de groepen ook voorouders uit een andere groep, zij beschrijven zich echter lang niet altijd als van "gemengde afkomst".
| Bevolkingsgroep | Aantal  | %       |
| --------------- | ------- | ------- |
| Creolen         | 61.477  | 25,52%  |
| Hindoestanen    | 55.192  | 22,91%  |
| Gemengd         | 44.077  | 18,29%  |
| Marrons         | 38.450  | 15,96%  |
| Javanen         | 23.670  | 9,82%   |
| Chinezen        | 5018    | 2,08%   |
| Inheemsen       | 4087    | 1,70%   |
| Overige         | 3438    | 1,43%   |
| Afro-Surinamers | 2832    | 1,18%   |
| onbekend        | 1531    | 0,64%   |
| Blanken         | 1152    | 0,48%   |
| Totaal          | 240.924 | 100,00% |

#### Religie
Ongeveer 48% van de bevolking van Paramaribo is christelijk, 14% hindoe, 9% moslim, 4% heeft een ander geloof, 4% heeft geen geloof en 21% gaf bij de volkstelling geen antwoord op deze vraag.

#### Taal
De meest gesproken taal in de huishoudens van Paramaribo was in 2004 voor:
- 66,4% Nederlands
- 9,2% Sranantongo
- 8,6% Sarnami Hindoestani
- 4,0% Saramaccaans
- 2,8% Aukaans
- 2,4% Javaans
- 2,2% Engels
- 1,8% Chinees

Het Nederlands is dus verreweg de meest gesproken taal en wordt in veel andere huishoudens nog als tweede taal gesproken. Niettemin blijft het Surinaams een belangrijke taal voor de informele communicatie, in veel gevallen worden het Nederlands en Surinaams door elkaar gebruikt, vaak zelfs binnen dezelfde zin. Afhankelijk van de situatie en persoon wordt er in deze gevallen nauwelijks tot overwegend Sranantongo vermengd in het Nederlands.

## Onderwijs
Op het gebied van onderwijs is Paramaribo verreweg de belangrijkste stad van het land. De Anton de Kom Universiteit van Suriname is de enige universiteit in het land, en bezit vijf faculteiten en negentien studierichtingen: de Faculteit der Maatschappijwetenschappen (FMijW), de Faculteit der Medische Wetenschappen (FMeW), de Faculteit der Technologische Wetenschappen (FTeW), Faculteit der Humaniora (FHum) en de Faculteit der Wis- en Natuurkundige Wetenschappen (FWNW).
Naast de universiteit bestaan er een aantal hogeronderwijsinstituten, waaronder:
- International Business School Americas Europe (IBSAE), een privaat hogeronderwijsinstituut.
- Instituut voor de Opleiding van Leraren (I.O.L.).
- Academie voor Hoger Kunst- en Cultuuronderwijs (AHKCO).
- FHR Lim A Po Institute for Social Studies.

Daarnaast bestaan er nog enkele beroepsgerichte opleidingen, het Instituut voor Middelbaar Economisch en Administratief Onderwijs (Imeao), het Natuurtechnisch Instituut (Natin) en de pedagogische academies.

## Media
De vier Nederlandstalige Surinaamse kranten en het overgrote deel van de nationale nieuwsmedia zijn gevestigd in Paramaribo. In toenemende mate zijn er ook online-nieuwsplatforms, die soms ook vanuit Nederland worden bijgehouden en Surinaams of Caraïbisch nieuws brengen aan de Surinaamse gemeenschap in Nederland. Naast de geschreven media zijn er vele radio- en televisiebedrijven actief, gezamenlijk worden hun belangen behartigd in de Vereniging Radio- & Televisiebedrijven Suriname, die eveneens in Paramaribo is gevestigd.

### Kranten
De belangrijkste kranten in Paramaribo zijn:
- De West werd opgericht in 1909 en is daarmee de oudste nog bestaande krant van het land. De West heeft tegenwoordig een oplage van 7000 exemplaren.
- De Ware Tijd, opgericht in 1957 was het oorspronkelijk een avondblad, maar komt inmiddels uit in de ochtend. In Nederland verschijnt sinds begin 2005 ook een weekeditie van deze krant, met het Surinaamse nieuws van de afgelopen week, gebaseerd op eerder verschenen berichten in de Surinaamse editie. Daarnaast bracht De Ware Tijd tot medio 2005 een maandblad uit, het opinieblad Paramaribo Post.
- Dagblad Suriname: Deze krant bestaat sinds 2002 en werd opgericht als alternatief voor de al bestaande kranten De Ware Tijd en De West.
- Times of Suriname: Ondanks de Engelstalige naam is deze krant volledig in het Nederlands opgesteld. De krant werd opgericht in 2003 en is daarmee de jongste krant van het land.

### Radio en televisie
Een overzicht van enkele belangrijke televisiezenders, gevestigd in Paramaribo.
- Surinaamse Televisie Stichting (STVS), is een staatszender die in 1965 werd opgericht.
- Algemene Televisie Verzorging (ATV), opgericht in 1983 is de zender eigendom van staatsbedrijf Telesur.
- Apintie Televisie zendt uit sinds 1997 in het Nederlands en Sranantongo.
- Ampie's Broadcasting Corporation Suriname (ABC) is een commerciële zender opgericht door André Kamperveen.
- Rapar Broadcasting Network (RBN TV), zendt uit in het Nederlands en Sarnami Hindustani.
- TV Trishul, is eveneens op de Hindoestaanse bevolking gericht en heeft uitzendingen in het Nederlands en Sarnami Hindustani.
- Surinaams Chinees Televisie Station (SCTV), is een Surinaams-Chinese zender die veel programma's brengt van de Chinese staatstelevisie China Central Television (CCTV).

Enkele belangrijke radiozenders die te ontvangen zijn in Paramaribo:
- SRS is de afkorting voor Stichting Radio-omroep Suriname. De SRS is een radiostation dat op initiatief van de Surinaamse overheid, op 14 augustus 1965 in dienst werd gesteld. De SRS huist in een pand aan de Jacques van Eerstraat in Paramaribo.
- Radio Apintie is de naam van de commerciële zender die in 1958 met uitzendingen begon, de zender heeft programma's in het Nederlands en het Surinaams.
- Radio 10 is een commerciële radiozender die op 10 december 2006 werd opgericht en zijn naam ontleende aan zijn oprichtingsdatum.

## Gezondheid

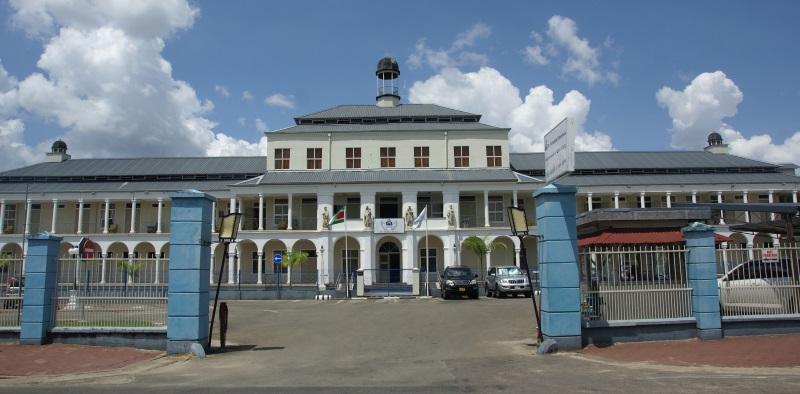
Het St.-Vincentiusziekenhuis.

Net als op veel andere vlakken is Paramaribo ook in de gezondheidszorg de belangrijkste stad van het land. In de stad bevinden zich verschillende ziekenhuizen, die zijn ontstaan vanuit verschillende achtergronden. De belangrijkste ziekenhuizen zijn:
- Het Academisch Ziekenhuis is het academische en grootste ziekenhuis van Suriname.
- 's Lands Hospitaal is het oudste ziekenhuis van Suriname.
- Het Sint Vincentius Ziekenhuis is een door rooms-katholieke zusters opgericht hospitaal.
- Het Diakonessenhuis is een protestants-christelijk ziekenhuis.
- Militair Hospitaal Dr. F.A.C. Dumontier is een militair ziekenhuis

## Sport en recreatie

### Sport
De Surinaamse Voetbal Bond zetelt in Paramaribo, net als de meeste clubs die deel uitmaken van de SVB Hoofdklasse, het hoogste voetbalniveau van Suriname. Met 23 titels is SV Robinhood de recordkampioen van Suriname. SV Transvaal won 19 keer het landskampioenschap en slaagde er tevens in tweemaal de CONCACAF Champions League te winnen. Daarnaast bereikten de twee clubs samen nog achtmaal de finale, Robinhood (5 maal) en Transvaal (3 maal), van dit toernooi. Andere succesvolle clubs uit Paramaribo zijn SV Walking Boyz Company, SV Leo Victor, Politie Voetbal Vrienden en Super Red Eagles.
Naast het voetbal worden diverse andere teamsporten beoefend, waarvan volleybal en basketbal de meest gevolgde zijn. Daarnaast heeft de stad internationaal zeer competitieve atleten, zwemmers, baanwielrenners en denksporters voortgebracht. Het Wereldkampioenschap dammen 1988 werd in Paramaribo gehouden, met verscheidene Surinaamse deelnemers, waaronder Surinaams recordkampioen John Sadiek.
De bekendste zwemmer, voormalig olympisch kampioen Anthony Nesty, werd geboren op Trinidad en Tobago, maar leerde zwemmen in Paramaribo. Andere vooraanstaande zwemmers uit Paramaribo zijn op dit moment Chinyere Pigot, Renzo Tjon-A-Joe en Xiomara Getrouw.

### Vogelsport
In Paramaribo worden zondags op verschillende plaatsen zangvogelwedstrijden gehouden. Tot in de jaren 2010 hoorde hier ook de Vogeltjesmarkt op het Onafhankelijkheidsplein bij. De zangvogelsport wordt in heel Suriname en in de Surinaamse diaspora beoefend.

### Recreatie
Paramaribo kent verschillende recreatieve verenigingen waar men, wanneer men lid is, van tal van recreatieve voorzieningen gebruik kan maken en aan sporten kan deelnemen. Bekende verenigingen zijn Oase en De Witte Lotus, beide in Zorg en Hoop.
Naast recreatieve verenigingen liggen ten zuiden van Paramaribo verschillende populaire ressorts waar aan (artificiële) stranden langs rivieren of kreken kan worden gezwommen. Deze zijn veelal gericht op dagrecreatie voor inwoners uit de stad en toeristen. Bekende recreatieparken zijn White Beach bij Domburg, Colakreek bij Zanderij en Bersaba bij Republiek.

## Transport

### Openbaar vervoer

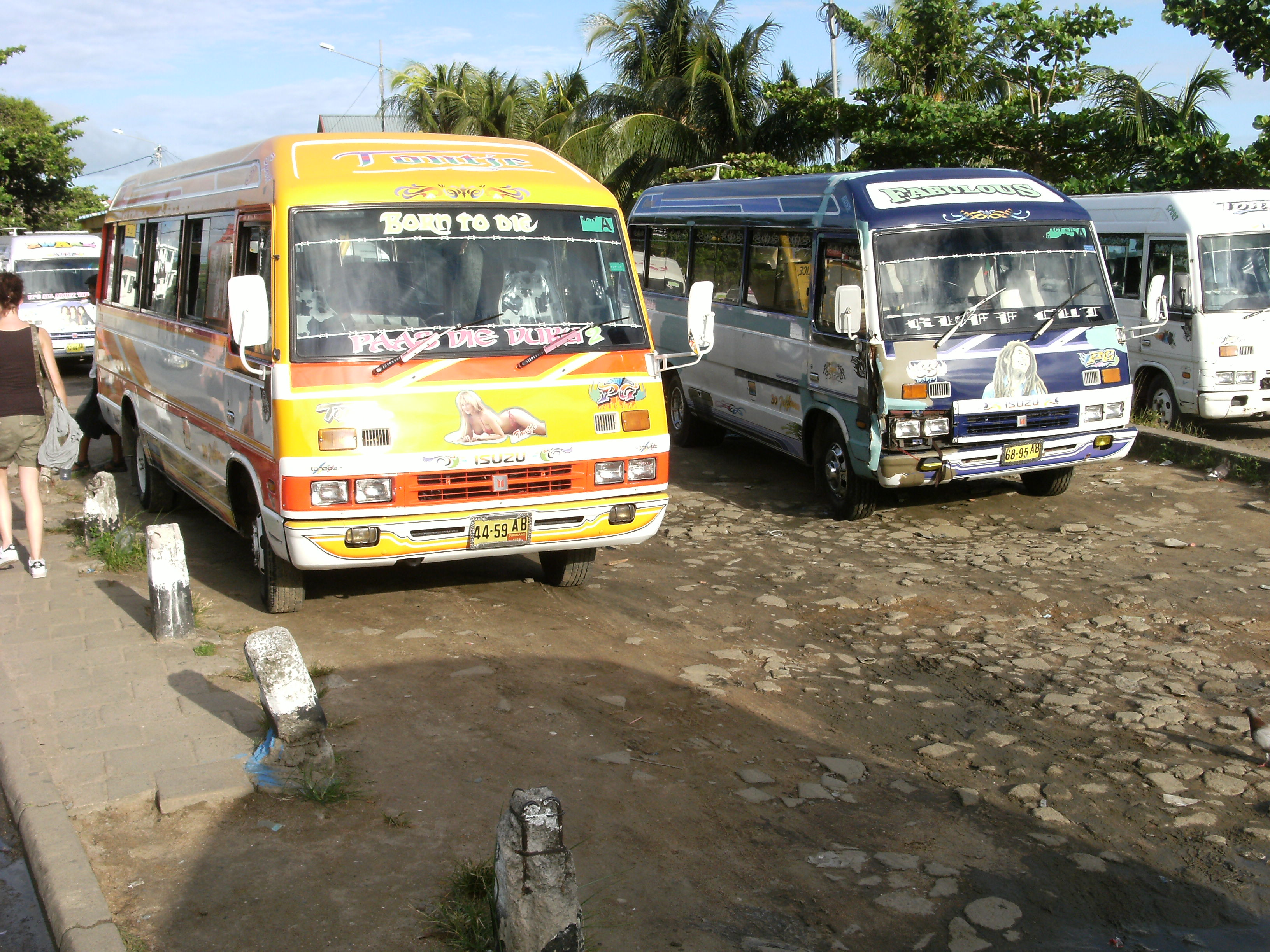
Bussen in Paramaribo

In de stad ligt een netwerk van particuliere maar door de overheid uitgestippelde en gesubsidieerde busroutes. De exploitatie van die routes is voor het grootste gedeelte uitgegeven aan particuliere concessiehouders verenigd in de Particuliere Lijnbushouders Organisatie, die daarmee het openbaar vervoer verzorgen. De kleine bussen kunnen overal stoppen langs hun vaste route om mensen in en uit te laten. De bussen vertrekken op het moment dat ze vol zitten vanuit het centrum van de stad naar de buitenwijken.

### Wegverkeer
Paramaribo is het knooppunt voor het wegvervoer van Suriname. De Oost-Westverbinding van de grens met Guyana bij Nieuw-Nickerie tot aan Albina, aan de grens met Frans-Guyana is een van de belangrijkste wegen in het land. Bij Paramaribo is in 2000 op deze verbinding de Jules Wijdenboschbrug geopend over de Surinamerivier. In noord-zuidrichting zijn er twee belangrijke verbindingen, naar Indira Gandhiweg naar Zanderij en de Martin Luther Kingweg die via de Avobakaweg vanaf Paranam naar Afobaka en Pokigron voert, het zuidelijkste punt van het Surinaamse wegennet.

### Spoorvervoer
De Lawaspoorweg werd tussen 1903 en 1912 aangelegd en was in gebruik tot het midden van de jaren tachtig. De spoorlijn was bedoeld voor het vervoer van goud en passagiers vanuit Benzdorp in het Lawagebied naar Paramaribo. De route liep van het Vaillantsplein in Paramaribo tot aan station Kabel, vernoemd naar de 300 meter lange kabelbaan daar. Na het nemen van de kabelbaan moesten de passagiers een tweede treintje nemen dat hen naar station Dam bracht. Door de stijging van het water zijn uiteindelijk beide plaatsen verzonken in het Brokopondostuwmeer. Het gedeelte tussen Onverwacht en Brownsweg bleef uiteindelijk nog over, maar werd door de toenemende stijging later ook gesloten. Het traject tussen Paramaribo en Onverwacht is geheel verdwenen en op de overige delen van de lijn heeft de natuur vrij spel. De overblijfselen van de dieseltreinen staan in Onverwacht.
In 2016 verschenen nieuwsberichten dat het Nederlandse bedrijf Strukton een tram zal aanleggen naar Onverwacht, waarmee de oude spoorlijn over een nieuw tracé in ere zou worden hersteld voor reizigersvervoer, een opleveringstermijn is nog niet duidelijk.

### Watertransport

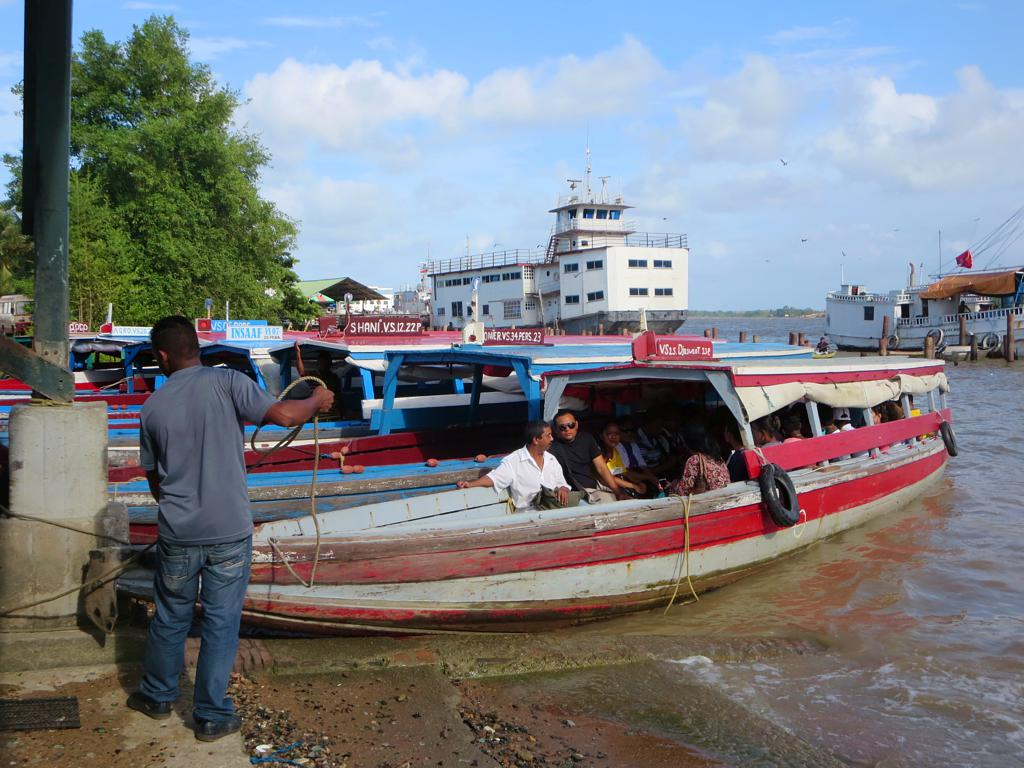
Veerboten op de Surinamerivier in Paramaribo

Paramaribo bezit de belangrijkste en grootste haven van Suriname, de Jules Sedney Haven onder beheer van N.V. Havenbeheer Suriname. Een groot deel van de in- en export van Surinaamse goederen vindt plaats door deze haven.
Hoewel de Jules Wijdenboschbrug de verbinding tussen Paramaribo en de aan de overzijde van de Surinamerivier gelegen plaatsen in het district Commewijne, en dan met name Meerzorg en Nieuw-Amsterdam aanzienlijk heeft verbeterd, vindt er op grote schaal vervoer over de rivier plaats met korjalen, kleine veerboten. Er bevinden zich twee belangrijke veersteigers in de stad, een aan de Waterkant in het centrum van Paramaribo, vlak bij het centrale busstation, en een in het noorden van de stad, de Veersteiger Leonsberg.

### Luchtvaart
Paramaribo heeft een regionaal vliegveld Zorg en Hoop, vanwaaruit naar de vliegvelden en airstrips in de rest van het land kan worden gevlogen. In vliegbewegingen gemeten is het de drukste luchthaven van het land. Internationale vluchten komen echter aan op Johan Adolf Pengel International Airport bij Zanderij, ruim 40 kilometer ten zuiden van de stad. Er zijn verbindingen met Amsterdam, Willemstad, Oranjestad, Port of Spain, Georgetown, Belém, Cayenne, Kralendijk, Philipsburg, Miami en Paramaribo-Zorg en Hoop. Verder bevindt zich aan de noordkant van de stad nog de Gummels Airport dat gespecialiseerd is in het verwerken van helikoptervluchten en vluchten met kleine vliegtuigen.

## Partnersteden
- Antwerpen (België)
- Hangzhou (China)
- Willemstad (Curaçao)[10]
- Yogyakarta (Indonesië)

## Video's
- Paramaribo in 1947
- Film met historische gebouwen in Paramaribo (1968)

## Galerij

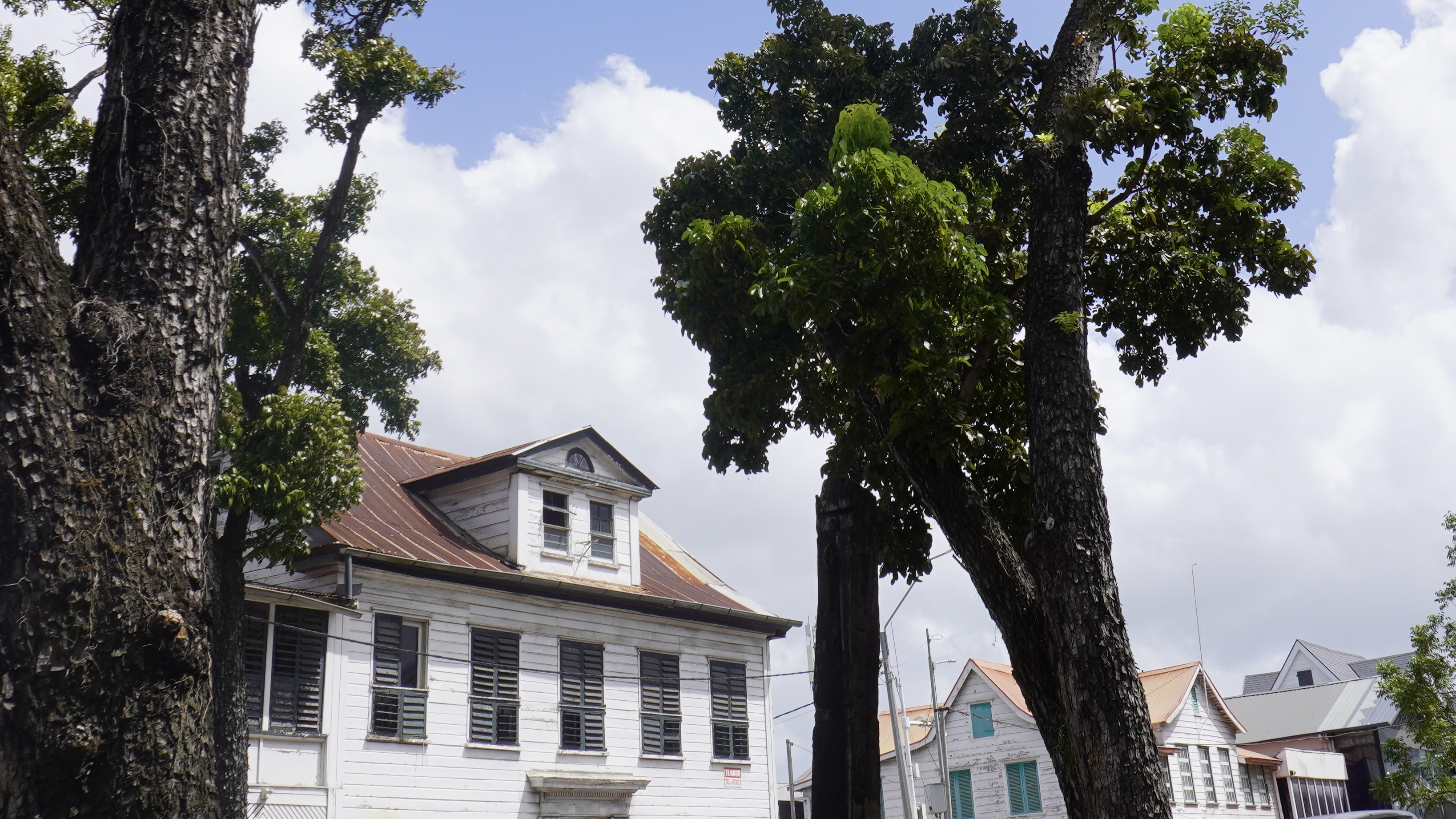
Paramaribo in 2024
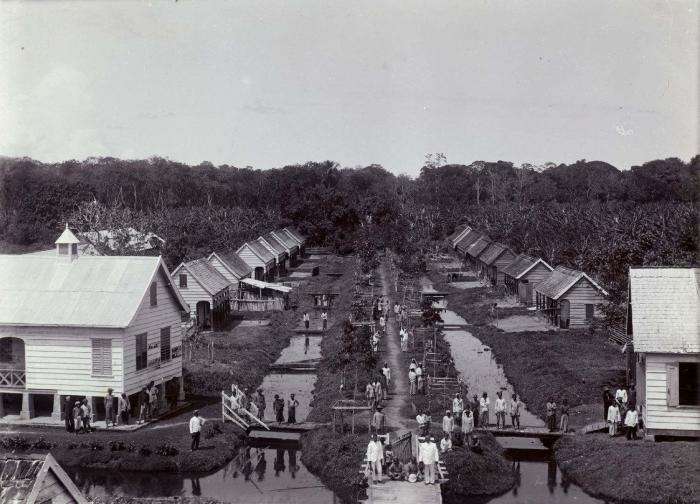
De plantage Geijersvlijt (ca. 1920)
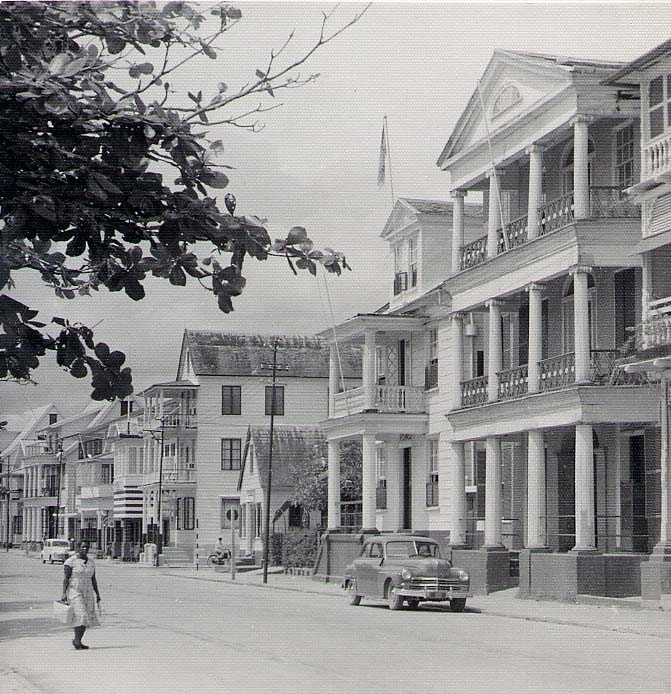
De Waterkant (1955)
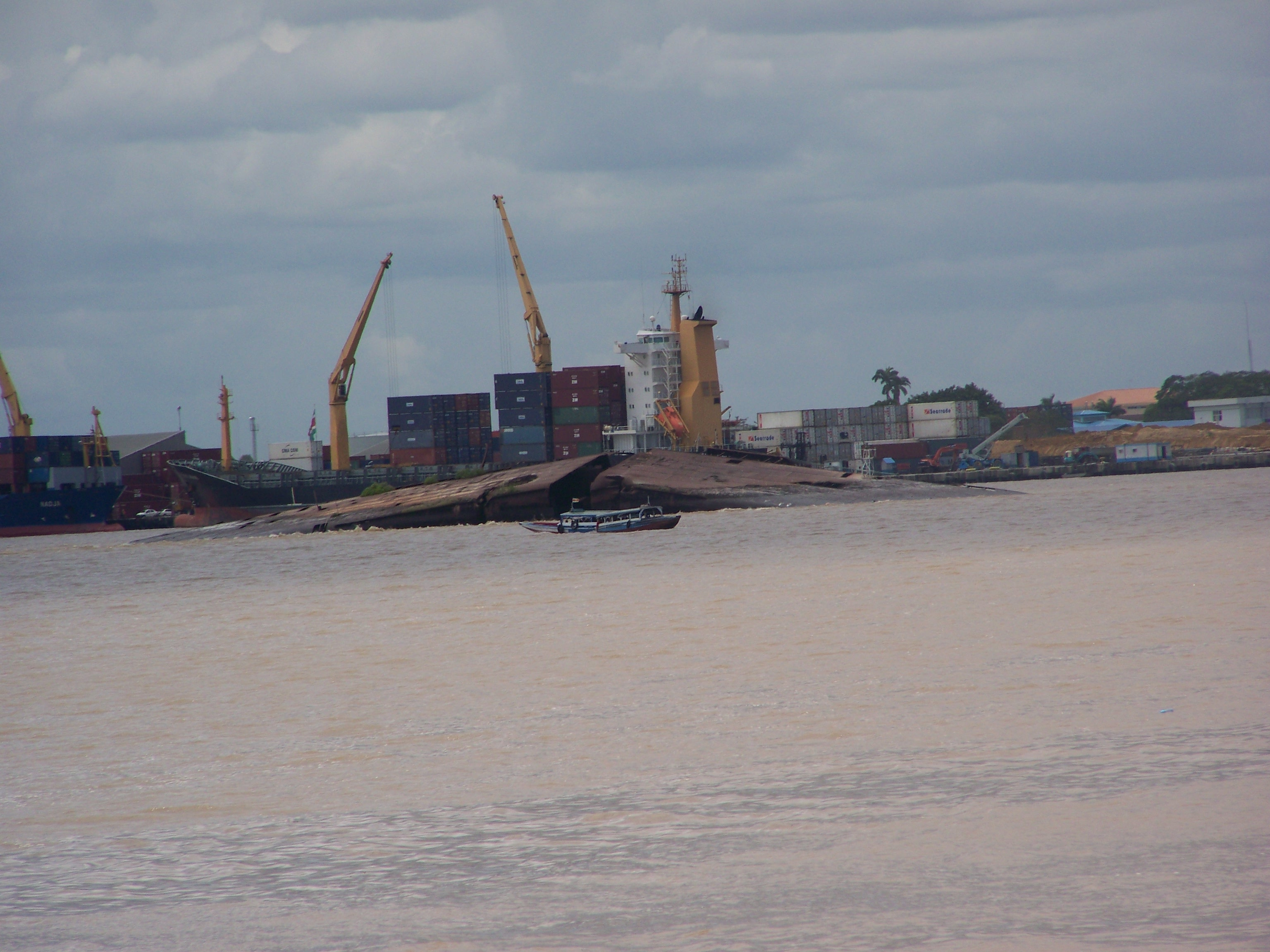
De Goslar, een tijdens de 2e W.O. gezonken Duits schip
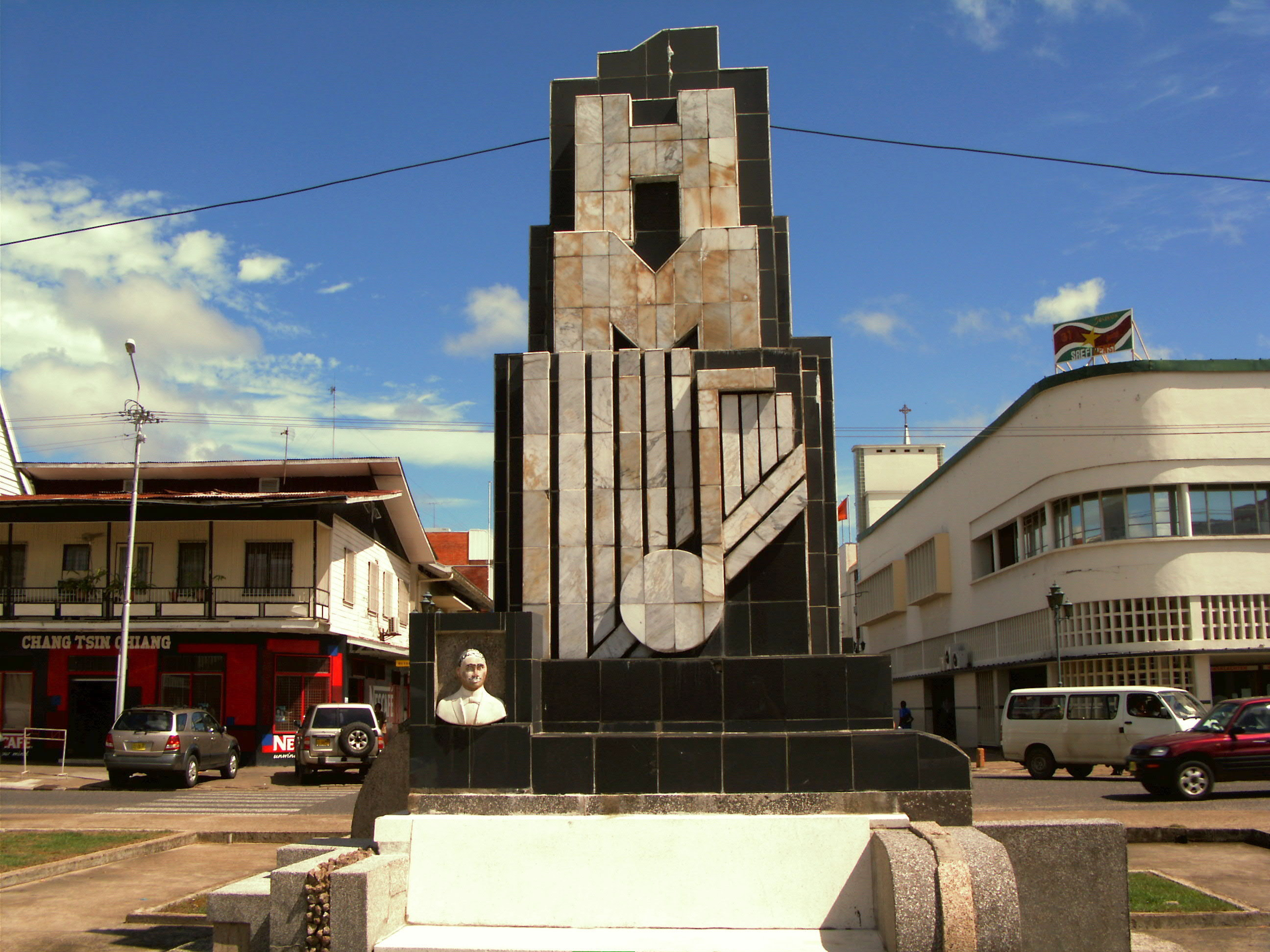
Helstonemonument op het Kerkplein
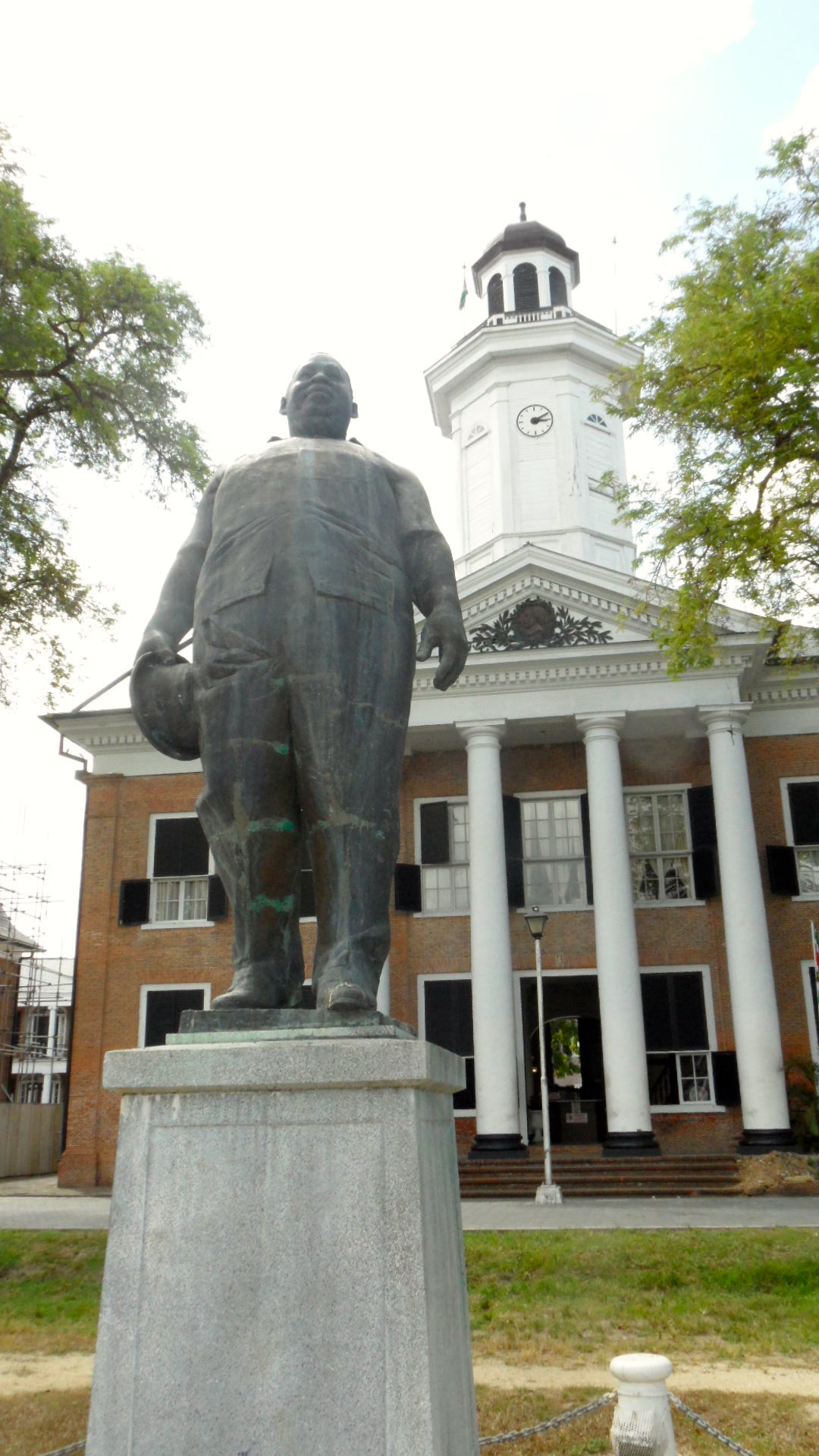
Het Ministerie van Financiën met het standbeeld van Johan Adolf Pengel
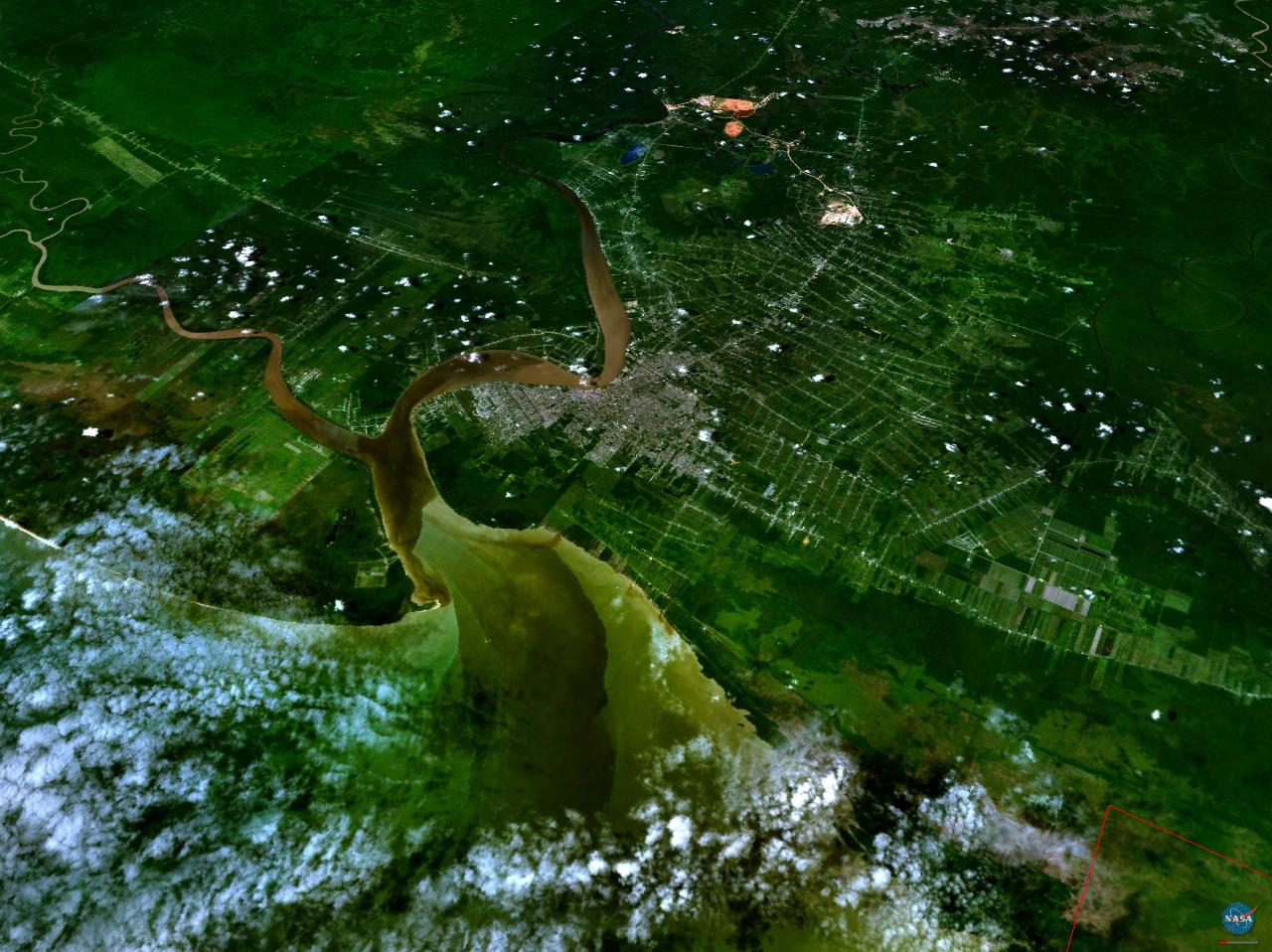
De ligging van Paramaribo, gebaseerd op satelliet opnames
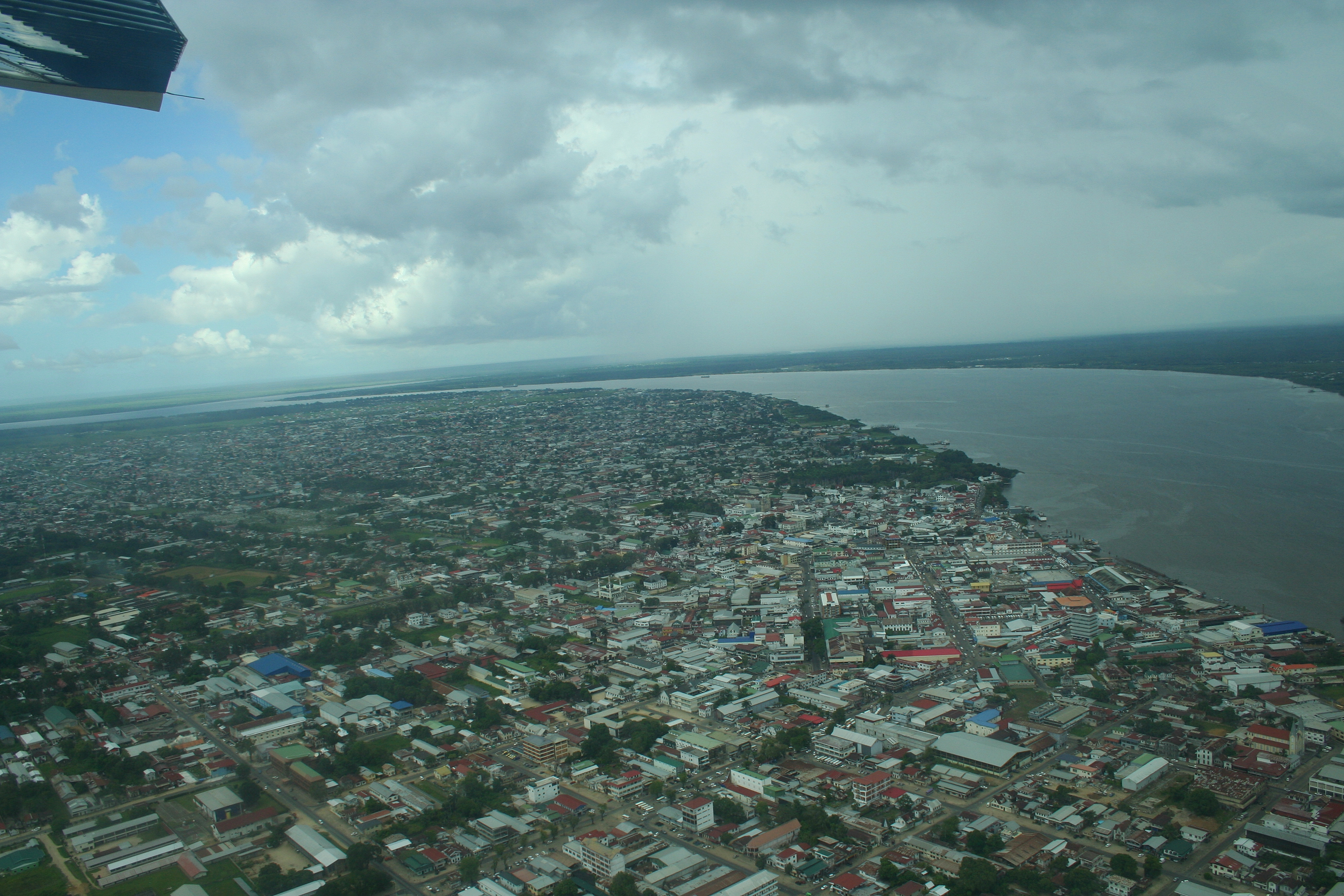
Luchtfoto van Paramaribo